# カードファイト!! ヴァンガード (2011年のアニメ)
『カードファイト!! ヴァンガード (2011年のアニメ)』では、2011年1月8日から2014年10月19日まで放送された『カードファイト!! ヴァンガード』のテレビアニメシリーズおよび劇場版を扱う。

## 概要
2011年1月8日から2014年10月19日までテレビ東京系列ほかにて放送された。全196話。また、2014年9月13日には劇場版が公開された（後述）。
テレビ東京系列での制作局・放送枠は、第1期のみテレビ愛知制作・土曜8:00 - 8:30、『アジアサーキット編』以降はテレビ東京制作・日曜10:00 - 10:30。また、『アジアサーキット編』以降はBSジャパンでもTXN地上波全局と同時ネットで放送された（ただし、字幕放送は未実施）。
2018年から2020年にかけて放送された新アニメシリーズは、タイトル名こそ同じであるものの、月刊『ケロケロエース』に連載された漫画版をベースにしており本作シリーズとはストーリーや設定が異なっている（当該記事を参照）。

## 登場人物
- 先導アイチ - 代永翼
- 櫂トシキ - 佐藤拓也
- 戸倉ミサキ、店長代理(ネコ) - 橘田いずみ
- 葛木カムイ - 石川静
- 森川カツミ - 杉山紀彰
- 新田シン - 森嶋秀太
- 三和タイシ - 森久保祥太郎

## スタッフ
|                              | 第1期                                                        | 第2期                                         | 第3期                                         | 第4期                                         |
| ---------------------------- | ------------------------------------------------------------ | --------------------------------------------- | --------------------------------------------- | --------------------------------------------- |
| 製作総指揮・原案             | 木谷高明                                                     | 木谷高明                                      | 木谷高明                                      | 木谷高明                                      |
| 原作                         | ブシロード、伊藤彰                                           | ブシロード、伊藤彰                            | ブシロード、伊藤彰                            | ブシロード、伊藤彰                            |
| 監督                         | 辻初樹                                                       | 辻初樹                                        | 辻初樹                                        | 辻初樹                                        |
| 副監督                       |                                                              |                                               | 梅本唯                                        | 梅本唯                                        |
| シリーズ構成                 | 浦畑達彦                                                     | 浦畑達彦                                      | 浦畑達彦                                      | 浦畑達彦                                      |
| カードファイト構成           | 中村聡                                                       | 中村聡                                        | 中村聡                                        | 中村聡                                        |
| キャラクターデザイン         | とみながまり                                                 | とみながまり                                  | とみながまり                                  | とみながまり                                  |
| 美術監督                     | 明石聖子                                                     | 明石聖子                                      | 明石聖子                                      | 明石聖子                                      |
| 色彩設計                     | 磯貝深雪                                                     | 磯貝深雪                                      | 磯貝深雪                                      | 磯貝深雪                                      |
| 撮影監督                     | 白尾仁志（ - 第15話）→蒲原有子（第16話 - ）                  | 白尾仁志（ - 第15話）→蒲原有子（第16話 - ）   | 白尾仁志（ - 第15話）→蒲原有子（第16話 - ）   | 白尾仁志（ - 第15話）→蒲原有子（第16話 - ）   |
| 編集                         | 大竹弥生                                                     | 大竹弥生                                      | 大竹弥生                                      | 大竹弥生                                      |
| 音響監督                     | 高寺たけし                                                   | 高寺たけし                                    | 高寺たけし                                    | 高寺たけし                                    |
| 音楽                         | 根岸貴幸                                                     | 根岸貴幸                                      | 根岸貴幸                                      | 根岸貴幸                                      |
| 音楽制作                     | ランティス                                                   | ランティス                                    | ブシロードミュージック                        | ブシロードミュージック                        |
| エグゼクティブプロデューサー | 阿部祥三                                                     | 阿部祥三                                      |                                               |                                               |
| エグゼクティブプロデューサー | 松元理人（ - 第33話）→鶴谷誠（第34話 - ）                    |                                               |                                               |                                               |
| エグゼクティブプロデューサー | 島村匡俊、青木建彦 早川英（ - 第16話）→山西太平（第17話 - ） | 安藝貴範                                      | 安藝貴範                                      | 安藝貴範                                      |
| エグゼクティブプロデューサー | 島村匡俊、青木建彦 早川英（ - 第16話）→山西太平（第17話 - ） | 加藤良太、村川淳                              |                                               |                                               |
| プロデューサー               | 二瓶茂人、嵯峨隼人→小掛慎太郎                                | 二瓶茂人、嵯峨隼人→小掛慎太郎                 | 二瓶茂人、嵯峨隼人→小掛慎太郎                 | 二瓶茂人、嵯峨隼人→小掛慎太郎                 |
| プロデューサー               | 鈴木勇人（第16話 - ） 高田敦行、加藤良太、斎藤滋             | 奈良初男（ - 第116話）→細谷伸之（第117話 - ） | 奈良初男（ - 第116話）→細谷伸之（第117話 - ） | 奈良初男（ - 第116話）→細谷伸之（第117話 - ） |
| アニメーションプロデューサー | 小山雅弘                                                     | 小山雅弘                                      | 小島哲、川邊大輔                              | 小島哲、川邊大輔                              |
| アニメーション制作           | トムス・エンタテインメント                                   | トムス・エンタテインメント                    | トムス・エンタテインメント                    | トムス・エンタテインメント                    |
| アニメーション制作           | スタジオさきまくら（第34話 - ）                              |                                               |                                               |                                               |
| 製作 制作（第1期）           | テレビ愛知                                                   | テレビ東京                                    | テレビ東京                                    | テレビ東京                                    |
| 製作 制作（第1期）           | 創通、電通                                                   |                                               |                                               |                                               |

## カードファイト!! ヴァンガード
第1期『カードファイト!! ヴァンガード』は、2011年1月8日から2012年3月31日まで、テレビ愛知・テレビ東京系列ほかにて放送。また、第1期『カードファイト!! ヴァンガード 英語版』は2012年1月7日から、BSジャパンで放送された。キャッチコピーは「イメージせよ！ 勝利の道を！」。
地上波同系列局では放送前の2月5日 16時55分 - 17時15分に特別番組『ヴァンガっとく？ 〜アニメ『カードファイト!! ヴァンガード』の楽しみ方〜』が放送された。アニメの制作現場、アニメ監督、キャラクターデザイナー、声優陣へのインタビューやアニメのダイジェスト映像やカードゲームの説明と遊び方を紹介。ナレーションは石川静、出演は代永翼、佐藤拓也、橘田いずみ、森嶋秀太。また、アニメはニコニコ動画での配信も行われた。
放送開始当初は、同じく土曜午前にテレビ愛知で放送されていた広報番組『ハヤルンダモン探偵団』の中で当日放送分の内容をまとめたダイジェストVTRが放送されていたが、同番組が終了した後は後継番組『ワットくん！』の中で時々放送される程度に留まっていた。アジアサーキット編放送直前には総集編が放送された（後述）。

### ストーリー
この物語の主人公、先導アイチは臆病で引っ込み思案だがとても心の優しい少年。そんな彼の心の支えは、幼い頃出会った最強のヴァンガードファイター・櫂トシキより譲り受けた一枚のカード「ブラスター・ブレード」であった。櫂に憧れを抱いたアイチはこのカードを宝物とし、再び櫂と再会する日を夢見るのだった。
時は流れ、中学三年生になったアイチはヴァンガードファイトへの憧れを強めながらも、なかなか前に踏み出せない毎日を送っていた。そんなある日、同級生の森川カツミに「ブラスター・ブレード」を奪われてしまう。何とかしてカードを取り戻そうと彼の後を追いカードショップ「カードキャピタル」に向かったアイチは偶然にも櫂と再会する。しかし、彼は以前とは別人のように豹変し、冷たい態度を取る。森川は「ブラスター・ブレード」を賭けて櫂と戦い敗れてしまっていた。「ヴァンガードファイトで失ったものはヴァンガードファイトでしか取り戻せない」と冷淡な態度を崩さない櫂に勝負を挑むアイチ。初めてのヴァンガードファイトを行い、ビギナーズラックもあり勝利したアイチは本格的にヴァンガードファイトを始め、森川や同級生の井崎ユウタとも打ち解ける。そしていつの日か、彼にとっての“先導者”である櫂を超えることを夢見て戦うことを決意するのだった。
ヴァンガードファイトを通じ、「カードキャピタル」の店番戸倉ミサキ、小学生ながら高い実力を誇る葛城カムイ、後にアイドルユニットウルトラレアとしてデビューする三人の謎の少女コーリン、スイコ、レッカ、櫂の親友の三和タイシとの出会いを経験し少しずつ成長してゆくアイチ。そんなアイチに影響を受け、妹の先導エミと彼女の同級生の飛田マイもヴァンガードファイトを始める。そんな中参加したショップ大会でベスト4に残ったアイチは、同じく入賞した櫂・ミサキ・カムイと共に「チーム・クアドリフォリオ略してQ4」を結成し、日本最強のヴァンガードファイターを決める大会「ヴァンガード・チャンピオンシップ」へ出場する。地区大会を勝ち抜き全国大会へと駒を進めたQ4だったが、そこで全国レベルの圧倒的な壁の高さを目の当たりにする。出場した試合全てにおいて黒星をつけてしまい、チームAL4のリーダー雀ケ森レンから「君は櫂に相応しくない」と辛辣な言葉を叩きつけられ一時は自信を失うアイチだったが、櫂の励ましの言葉により「もっと強くなる」という決意を胸に再び走り出す。
チームの強化のための合宿の最中、アイチは「カードの声が聞こえる」という不思議な感覚を覚えるようになる。合宿を終えて再び地区大会に挑むアイチはカードの声を聞く謎の力で圧倒的な実力を見せつけ、出場した全てのファイトで圧勝する。しかし、不思議な力の発現を危惧した櫂は、アイチに対し「お前は弱くなった」と言い残し、突然の戦線離脱をしてしまう。櫂への怒りと悲しみから抜け殻のような状態で街を彷徨うアイチは、以前コーリンたちと出会ったカードショップPSYにてレンと再会する。そこで自らが持つ力の正体が「PSYクオリア」なるものであること、そしてレンも同じ力を持っていることを知らされる。このことがきっかけでPSYクオリアの闇に魅入られてしまったアイチは力に溺れ、自らが使っていたデッキを捨て去り、レンと同じ「ブラスター・ブレード」と瓜二つの「ブラスター・ダーク」が入った「シャドウパラディン」のデッキを手にする。敵はおろか仲間であるカムイやミサキにまで傲慢な態度を取り始める。そんなアイチの前に櫂が姿を現し、彼にファイトを申し込む。激闘の末ファイトを楽しむことの大切さを思い出したアイチはPSYクオリアの闇を振り払い、櫂から一度は捨てた自分のデッキを受け取る。
全国制覇に向けて再び始動するチームQ4。決勝トーナメントを順調に勝ち上がってゆく中でアイチは櫂とレンのファイトを見届けることになる。「昔のお前を取り戻す」という決意を胸に新たな切り札「ドラゴニック・オーバーロード・ジ・エンド」で全力で挑む櫂に「ファントム・ブラスター・オーバーロード」でPSYクオリアの圧倒的な力を見せつけ勝利し、侮蔑の言葉を投げつけて去ってゆくレン。櫂の友情を踏みにじったレンにアイチは怒りを滾らせ、一触即発の空気の中で全国大会決勝戦が幕を開けた。PSYクオリアは使わないと決めたアイチに対し、初めからPSYクオリアの力を全開まで発揮して攻撃を仕掛けてくるレンは圧倒的優位に立つ。その最中、怒りと憎しみの感情に囚われ再びPSYクオリアの闇に呑まれかけたアイチに櫂の声が響く。櫂の言葉を受けたアイチは「ファイトを楽しむ自分も、人を見下してしまう自分も、全てが本当の自分なんだ」という答えを出し、決勝前にスイコから受け取った自身の光と闇の融合体であるカード「マジェスティ・ロードブラスター」で勝利を掴み、名実ともに日本最強の称号を手にする。そして大会が終わった直後、憧れの存在である櫂に「お前の強さは本物だ」と認められたアイチは、幼い頃からの「櫂とのファイト」という願いを実現するのだった。

### 各話リスト
テレビ東京系列での放送日。放送日（英）はBSジャパン（英語吹き替え・本編日本語オープン字幕）での放送日。
- 放送回のカウントには「RIDE（話数）」の語句が用いられる。
- 2011年12月31日はテレビ東京系列のみ1時間スペシャルで第51話 7:30 - 8:00 第52話 8:00 - 8:30で放送。

| 話数    | サブタイトル                   | 脚本       | 絵コンテ        | 演出         | 作画監督                                                           | 初放送日（日） | 初放送日（英） |
| ------- | ------------------------------ | ---------- | --------------- | ------------ | ------------------------------------------------------------------ | -------------- | -------------- |
| RIDE 1  | 運命の先導者！                 | 浦畑達彦   | 辻初樹          | 鈴木吉男     | 服部憲知、飯飼一幸 とみながまり                                    | 2011年 1月8日  | 2012年 1月7日  |
| RIDE 2  | 勝利へのライド                 | 浦畑達彦   | 辻初樹          | 山崎友正     | 大谷房代、宍戸久美子                                               | 1月15日        | 1月14日        |
| RIDE 3  | ようこそ！カードキャピタルへ   | 浦畑達彦   | 佐藤清光        | 佐藤清光     | 斎藤佑、とみながまり                                               | 1月22日        | 1月21日        |
| RIDE 4  | 猛攻！ツインドライブ           | 大久保智康 | きみやしげる    | きみやしげる | 高橋和徳、勝谷遙 宍戸久美子                                        | 1月29日        | 1月28日        |
| RIDE 5  | 旋風！小学生ファイターカムイ   | 山田健一   | 梅本唯 伊藤秀樹 | 梅本唯       | 浜口頌平、池内直子 とみながまり                                    | 2月5日         | 2月4日         |
| RIDE 6  | 謎のカードショップ             | 江夏由結   | 東海林真一      | 北川正人     | Shin hyung woo、宍戸久美子                                         | 2月12日        | 2月11日        |
| RIDE 7  | 戦慄のソウルブラスト           | 砂山蔵澄   | 辻初樹          | 高橋準一     | 糸島雅彦、飯飼一幸 服部憲知                                        | 2月19日        | 2月18日        |
| RIDE 8  | 騎士王出陣！                   | 大久保智康 | 尼野浩正        | 山崎友正     | 大谷房代、とみながまり                                             | 2月26日        | 2月25日        |
| RIDE 9  | ショップ大会開幕               | 山田健一   | 佐藤清光        | 佐藤清光     | 斎藤佑、宍戸久美子                                                 | 3月5日         | 3月3日         |
| RIDE 10 | 忍者ファイター参上             | 砂山蔵澄   | きみやしげる    | きみやしげる | 勝谷遙、関崎高明 服部憲知                                          | 3月19日        | 3月10日        |
| RIDE 11 | 忍者ファイター退場             | 砂山蔵澄   | 梅本唯          | 梅本唯       | 濱口頌平、池内直子 とみながまり                                    | 3月26日        | 3月17日        |
| RIDE 12 | アイチ対カムイ                 | 大久保智康 | 博多正寿        | 北川正人     | Shin Hyung Woo、大塚八愛 木村光雅、宍戸久美子                      | 4月2日         | 3月24日        |
| RIDE 13 | 決着！ショップ大会             | 大久保智康 | 辻初樹          | 高橋準一     | 糸島雅彦、飯飼一幸 服部憲知                                        | 4月9日         | 3月31日        |
| RIDE 14 | 不死の恐怖！グランブルーデッキ | 山田健一   | 鈴木吉男        | 山崎友正     | 池田志乃、とみながまり                                             | 4月16日        | 4月7日         |
| RIDE 15 | ハラハラ!?エミの初ファイト     | 江夏由結   | 又野弘道        | 佐藤清光     | 斎藤佑、宍戸久美子                                                 | 4月23日        | 4月14日        |
| RIDE 16 | チームQ4地区大会へ             | 砂山蔵澄   | きみやしげる    | きみやしげる | 関崎高明、つなきあき 佐藤道夫、服部憲知                            | 4月30日        | 4月21日        |
| RIDE 17 | 新たなる仲間たち               | 砂山蔵澄   | 梅本唯          | 梅本唯       | 濱口頌平、池内直子 とみながまり                                    | 5月7日         | 4月28日        |
| RIDE 18 | 白熱のトーナメント！           | 山田健一   | 玉田博          | 北川正人     | Shin Hyung Woo、大塚八愛 木村光雅、柳瀬雄之 Kim Gi Nam、宍戸久美子 | 5月14日        | 5月5日         |
| RIDE 19 | 決戦！ノヴァグラップラー       | 山田健一   | 辻初樹          | 高橋準一     | 糸島雅彦、飯飼一幸 服部憲知                                        | 5月21日        | 5月12日        |
| RIDE 20 | 秘められたメッセージ           | 江夏由結   | 辻初樹          | 山崎友正     | 池田志乃、とみながまり                                             | 5月28日        | 5月19日        |
| RIDE 21 | 決勝での再戦!!                 | 大久保智康 | 又野弘道        | 佐藤清光     | 斎藤佑、宍戸久美子                                                 | 6月4日         | 5月26日        |
| RIDE 22 | 舞い降りた聖龍                 | 大久保智康 | きみやしげる    | きみやしげる | つなきあき、関崎高明 服部憲知                                      | 6月11日        | 6月2日         |
| RIDE 23 | 運命の出会い                   | 山田健一   | 梅本唯          | 梅本唯       | 濱口頌平、池内直子 とみながまり                                    | 6月18日        | 6月9日         |
| RIDE 24 | 消せない記憶                   | 江夏由結   | 辻初樹          | 小寺倫代     | 古谷梨絵、桂正三 大貫希、宍戸久美子                                | 6月25日        | 6月16日        |
| RIDE 25 | 記憶の先に                     | 江夏由結   | 辻初樹          | 高橋準一     | 糸島雅彦、飯飼一幸 服部憲知                                        | 7月2日         | 6月23日        |
| RIDE 26 | 波乱の幕開け！全国大会!!       | 砂山蔵澄   | 辻初樹          | 山崎友正     | 大谷房代、とみながまり                                             | 7月9日         | 6月30日        |
| RIDE 27 | ジュラシックアーミ―            | 大久保智康 | 又野弘道        | 佐藤清光     | 斎藤佑、宍戸久美子                                                 | 7月16日        | 7月7日         |
| RIDE 28 | 猛進！たちかぜデッキ!!         | 大久保智康 | 辻初樹          | きみやしげる | つなきあき、関崎高明 服部憲知                                      | 7月23日        | 7月14日        |
| RIDE 29 | 月満ちるとき                   | 山田健一   | 辻初樹          | 梅本唯       | 濱口頌平、とみながまり                                             | 7月30日        | 7月21日        |
| RIDE 30 | 最強チームAL4!                 | 山田健一   | 辻初樹          | 徳本善信     | 古谷梨絵、桂正三 宍戸久美子                                        | 8月6日         | 7月28日        |
| RIDE 31 | 美しきアサシン                 | 大久保智康 | 辻初樹          | 高橋準一     | 飯飼一幸、服部憲知                                                 | 8月13日        | 8月4日         |
| RIDE 32 | 魔界の将軍                     | 大久保智康 | 辻初樹          | 山崎友正     | 池田志乃、とみながまり                                             | 8月20日        | 8月11日        |
| RIDE 33 | 漆黒のブラスター               | 江夏由結   | 又野弘道        | 佐藤清光     | 斎藤佑、宍戸久美子                                                 | 8月27日        | 8月18日        |
| RIDE 34 | 夏だ！合宿だ！ヴァンガードだ!  | 砂山蔵澄   | きみやしげる    | きみやしげる | つなきあき、関崎高明 勝谷遥、服部憲知                              | 9月3日         | 8月25日        |
| RIDE 35 | 合宿の成果                     | 砂山蔵澄   | 梅本唯          | 梅本唯       | 濱口頌平、とみながまり 池内直子、をがわいちろを 村山公輔           | 9月10日        | 9月1日         |
| RIDE 36 | 裏ファイトの王                 | 山田健一   | 又野弘道        | 金子篤二     | 古谷梨絵、桂正三 宍戸久美子                                        | 9月17日        | 9月8日         |
| RIDE 37 | 帰って来た忍者マスター         | 江夏由結   | 辻初樹          | 又野弘道     | 山崎展義、服部憲知                                                 | 9月24日        | 9月15日        |
| RIDE 38 | 三和の実力                     | 江夏由結   | 辻初樹          | 山崎友正     | 大谷房代、とみながまり                                             | 10月1日        | 9月22日        |
| RIDE 39 | 地区大会 再び                  | 山田健一   | 辻初樹          | 佐藤清光     | 斎藤佑、宍戸久美子                                                 | 10月8日        | 9月29日        |
| RIDE 40 | 危険な匂い                     | 山田健一   | きみやしげる    | きみやしげる | つなきあき、山本道隆 関崎高明、服部憲知                            | 10月15日       | 10月6日        |
| RIDE 41 | 復讐のキョウ                   | 砂山蔵澄   | 辻初樹          | 梅本唯       | 濱口頌平、宍戸久美子                                               | 10月22日       | 10月13日       |
| RIDE 42 | PSYクオリア                    | 砂山蔵澄   | 辻初樹          | 高橋準一     | 飯飼一幸、服部憲知                                                 | 10月29日       | 10月20日       |
| RIDE 43 | 黒い先導者                     | 大久保智康 | 又野弘道        | 又野弘道     | 山崎展義、とみながまり                                             | 11月5日        | 10月27日       |
| RIDE 44 | 予期せぬ来客                   | 江夏由結   | 辻初樹          | 山崎友正     | 池田志乃、宍戸久美子                                               | 11月12日       | 11月3日        |
| RIDE 45 | シャドウパラディン             | 砂山蔵澄   | 辻初樹          | 佐藤清光     | 斎藤佑、服部憲知                                                   | 11月19日       | 11月10日       |
| RIDE 46 | 絡みつく糸                     | 山田健一   | きみやしげる    | きみやしげる | 関崎高明、山口保則 松下純子、とみながまり                          | 11月26日       | 11月17日       |
| RIDE 47 | もう一つのフーファイター       | 大久保智康 | 梅本唯          | 梅本唯       | 濱口頌平、宍戸久美子                                               | 12月3日        | 11月24日       |
| RIDE 48 | 孤独なファイト                 | 江夏由結   | 又野弘道        | 金子篤二     | 古谷梨絵、桂正三 服部憲知                                          | 12月10日       | 12月1日        |
| RIDE 49 | 櫂の戦い                       | 砂山蔵澄   | 辻初樹          | 高橋準一     | 糸島雅彦、飯飼一幸 とみながまり                                    | 12月17日       | 12月8日        |
| RIDE 50 | 戦いの果てに…                  | 砂山蔵澄   | 辻初樹          | 又野弘道     | 山崎展義、宍戸久美子                                               | 12月24日       | 12月15日       |
| RIDE 51 | 黄金の輝き                     | 山田健一   | 辻初樹          | 山崎友正     | 大谷房代、服部憲知                                                 | 12月31日       | 12月22日       |
| RIDE 52 | 洋上の歌姫                     | 山田健一   | 辻初樹          | 佐藤清光     | 斎藤佑、とみながまり                                               | 12月31日       | 12月29日       |
| RIDE 53 | 開戦！決勝トーナメント         | 大久保智康 | 辻初樹          | 黒田幸生     | 浦中利浩、臼田美夫 宍戸久美子                                      | 2012年 1月7日  | 2013年 1月12日 |
| RIDE 54 | 剣闘士                         | 江夏由結   | 小林一三        | 金子篤二     | 古谷梨絵、桂正三 服部憲知                                          | 1月14日        | 1月19日        |
| RIDE 55 | カエサルの女帝                 | 大久保智康 | 梅本唯          | 梅本唯       | 濱口頌平、池内直子 とみながまり                                    | 1月21日        | 1月26日        |
| RIDE 56 | 皇帝と呼ばれる男               | 大久保智康 | 辻初樹          | 高橋準一     | 糸島雅彦、飯飼一幸 宍戸久美子                                      | 1月28日        | 2月2日         |
| RIDE 57 | 宿命の対決                     | 山田健一   | 辻初樹          | 又野弘道     | 山崎展義、斎藤佑                                                   | 2月4日         | 2月9日         |
| RIDE 58 | 激突！オーバーロード           | 山田健一   | 辻初樹          | 山崎友正     | 池田志乃、とみながまり                                             | 2月11日        | 2月16日        |
| RIDE 59 | 頂点の座を賭けて               | 江夏由結   | 又野弘道        | 佐藤清光     | 斎藤佑、宍戸久美子                                                 | 2月18日        | 2月23日        |
| RIDE 60 | 将軍の壁                       | 江夏由結   | きみやしげる    | 黒田幸生     | 浦中利浩、臼田美夫 服部憲知                                        | 2月25日        | 3月2日         |
| RIDE 61 | フーファイターへの想い         | 砂山蔵澄   | 小林一三        | 池田重隆     | 古谷梨絵、桂正三 とみながまり                                      | 3月3日         | 3月9日         |
| RIDE 62 | ファイトの支配者               | 砂山蔵澄   | 梅本唯          | 梅本唯       | 濱口頌平、宍戸久美子                                               | 3月10日        | 3月16日        |
| RIDE 63 | 並び立つ能力者                 | 大久保智康 | 辻初樹          | 又野弘道     | 小山知洋、服部憲知                                                 | 3月17日        | 3月23日        |
| RIDE 64 | PSYクオリアの真実              | 大久保智康 | 辻初樹          | 山崎友正     | 池田志乃、とみながまり                                             | 3月24日        | 3月30日        |
| RIDE 65 | 目覚めし双剣                   | 大久保智康 | 辻初樹          | 高橋準一     | 飯飼一幸、糸島雅彦 宍戸久美子                                      | 3月31日        | 4月6日         |

### 放送・配信
| 放送期間 | 放送時間                                                 | 放送局             | 対象地域       | 備考                      |
| --- | -------------------------------------------------------- | ------------------ | -------------- | ------------------------- |
| 2011年1月8日 - 2012年3月31日 | 土曜 8:00 - 8:30                                         | テレビ愛知         | 愛知県         | 制作局                    |
| |                                                          | テレビ北海道       | 北海道         |                           |
| |                                                          | テレビ東京         | 関東広域圏     |                           |
| |                                                          | テレビ大阪         | 大阪府         |                           |
| |                                                          | テレビせとうち     | 岡山県・香川県 |                           |
| |                                                          | TVQ九州放送        | 福岡県         |                           |
| 2011年1月10日 - 2012年4月2日 | 月曜 16:24 - 16:53                                       | 東日本放送         | 宮城県         |                           |
| 2011年1月11日 - 2012年4月10日 | 火曜 17:30 - 18:00                                       | テレビ和歌山       | 和歌山県       |                           |
| 2011年1月12日 - 2012年4月18日 | 水曜 15:30 - 16:00                                       | 長野放送           | 長野県         |                           |
| 2011年1月12日 - 9月28日 2011年10月6日 - 12月23日 2012年1月6日 - 5月11日                                                          | 水曜 16:53 - 17:24 木曜 16:53 - 17:24 金曜 16:53 - 17:24 | テレビ静岡         | 静岡県         |                           |
| 2011年1月13日 - 2012年3月29日 2012年4月3日 - 5月1日                                                                              | 木曜 16:24 - 16:53 火曜 16:23 - 16:53                    | 岩手めんこいテレビ | 岩手県         |                           |
| 2011年1月15日 - 2012年4月7日 | 土曜 10:00 - 10:30                                       | 福島中央テレビ     | 福島県         |                           |
| 2011年1月15日 - 3月31日 2012年4月7日 - 4月21日                                                                                   | 土曜 6:00 - 6:30 土曜 6:30 - 7:00                        | 青森朝日放送       | 青森県         |                           |
| 2011年1月15日 - 2012年4月21日 | 土曜 6:30 - 7:00                                         | 北陸朝日放送       | 石川県         |                           |
| 2011年1月16日 - 3月27日 2011年4月3日 - 2012年4月1日 2012年4月8日 - 5月12日                                                       | 日曜 6:30 - 7:00 日曜 6:00 - 6:30 土曜 6:30 - 7:00       | 新潟テレビ21       | 新潟県         |                           |
| 2011年1月16日 - 3月27日 2011年4月3日 - 9月25日 2011年10月1日 - 2012年5月12日                                                     | 日曜 6:30 - 7:00 日曜 6:00 - 6:30 土曜 7:30 - 8:00       | 広島ホームテレビ   | 広島県         |                           |
| 2011年1月16日 - 3月27日 2011年4月3日 - 2012年5月13日                                                                             | 日曜 6:30 - 7:00 日曜 6:00 - 6:30                        | 熊本朝日放送       | 熊本県         |                           |
| 2011年1月18日 - 2012年4月24日 | 火曜 7:30 - 7:59                                         | 奈良テレビ         | 奈良県         |                           |
| 2011年1月26日 - 2012年4月25日 | 水曜 18:30 - 19:00                                       | 岐阜放送           | 岐阜県         |                           |
| 2011年2月3日 - 2012年4月26日 | 木曜 11:30 - 12:00                                       | AT-X               | 日本全域       | CS放送 / リピート放送あり |
| 2011年3月8日 - 9月27日 2011年10月4日 - 2012年6月5日                                                                              | 火曜 17:20 - 17:50 火曜 17:15 - 17:45                    | びわ湖放送         | 滋賀県         |                           |
| 2011年4月2日 - 2012年7月21日 | 土曜 7:00 - 7:30                                         | 愛媛朝日テレビ     | 愛媛県         |                           |
| 2011年4月4日 - 2012年8月27日 | 月曜 16:00 - 16:29                                       | 福井放送           | 福井県         |                           |
| 2011年4月6日 - 2012年7月18日 | 水曜 16:00 - 16:30                                       | 山形放送           | 山形県         |                           |
| 2011年4月26日 - 2012年8月21日 | 火曜 16:23 - 16:53                                       | 秋田テレビ         | 秋田県         |                           |
| 2011年7月2日 - 12月24日 | 土曜 11:00 - 11:30                                       | BSジャパン         | 日本全域       | BS放送                    |
| 2011年12月3日 - 2013年3月9日 | 土曜 9:30 - 10:00                                        | 琉球朝日放送       | 沖縄県         |                           |
| 2011年12月17日 - 2013年3月30日                                                                                                   | 土曜 7:00 - 7:29                                         | 鹿児島放送         | 鹿児島県       |                           |
| テレビ東京系列の地上波6局では字幕放送を実施。 前述の通り、BSジャパンでは2012年1月7日から2013年4月6日にかけて英語版が放送された。 |                                                          |                    |                |                           |

| 配信開始日                                                     | 配信時間           | 配信サイト         |
| -------------------------------------------------------------- | ------------------ | ------------------ |
| 2011年1月9日                                                   | 日曜 10:30 - 11:00 | ニコニコ生放送     |
|                                                                | 日曜 11:00 更新    | ニコニコチャンネル |
| ニコニコチャンネルでは2012年3月8日より木曜12時に英語版を配信。 |                    |                    |

## カードファイト!! ヴァンガード アジアサーキット編
2012年4月8日から2013年1月2日まで、テレビ東京系列ほかにて放送。キャッチコピーは「限界を突き破れ！ リミットブレイク!!」。放送前週の4月1日には第1期の総集編『カードファイト!! ヴァンガード 特別編 アイチの軌跡』が、テレビ東京系列・BSジャパンにて放送された。なお、この回は第2期の製作局であるテレビ東京、第1期の制作局であるテレビ愛知は制作に関与せず、テレビ東京担当者は番組担当としてクレジットされた。
前述の通り、第1期からの変更点として、放送枠が日曜10:00 - 10:30、制作局がテレビ東京、BSジャパンが同時ネットになった。今作からは本編もハイビジョン放送となる。2012年4月8日から9月30日までは9:58に1分のジャンクション（その週に放送される見どころ45秒、カード解説15秒）が地上波のみで放送されていたが、10月7日放送分以降は単なる5秒クロスの予告のみになった。

### ストーリー（アジアサーキット編）
ヴァンガード・チャンピオンシップでの優勝から一週間が過ぎ、チームQ4のメンバーはそれぞれが自由にファイトを楽しむ日々を送っていた。そんなある日、アイチはカードキャピタルで謎の少年とファイトする。ファイトを終え不思議な幻覚に陥った直後、自らの「ロイヤルパラディン」のデッキの中身が謎のクラン「ゴールドパラディン」にすり替えられていることに気づく。周囲の誰に相談してもカードが変わったことに気づいてもらえず途方に暮れるアイチ。さらに櫂の「かげろう」も「なるかみ」に変化していた。そこにチームQ4への「ヴァンガードファイト・アジアサーキット」への招待状が届く。そしてその主催者こそが紛れもないあの謎の少年・立凪タクトだった。「あの少年に会えば何かがわかるかもしれない」と確信したアイチはチームを再結成し、アジアサーキットを勝ち上がってゆくことを決意する。
日本という殻を突き破り、世界へと進出したアイチはコーリンから受け取った「灼熱の獅子 ブロンドエイゼル」を手にアイチやレンと同じPSYクオリアを操るシンガポールの大学に通う飛び級大学生のチーム「チームSITジニアス」のクリストファー・ロウ（通称クリス）、伝説のクラン「アクアフォース」を操る蒼龍の民の末裔蒼龍レオンとの邂逅、かつてのAL4に櫂が加わったNAL4（ニューAL4）を率いるレンが再びPSYクオリアに目覚める。アイチはかつての好敵手との触れ合い、そして勝利と敗北を繰り返しながら大きく成長をとげ、日本ステージでの優勝を果たし、再びPSYクオリアに目覚めた。そして立凪タクトからこのVFサーキット開催の真実を聞かされる。それはゲームの舞台惑星クレイの実在とそれを脅かす謎の勢力、「虚無（ヴォイド）」からクレイを救い、「虚無（ヴォイド）」に捕らわれた三英雄の解放を成し遂げるため、クレイに立つ先導者たちを選別することだった。かつての自身の分身「ブラスター・ブレード」を取り戻し、クレイを救うためにファイナルステージに赴くアイチらQ4だが、自らの悲願を叶えるために「虚無（ヴォイド）」の力を得た蒼龍レオンが立ちふさがる。彼こそが、ヴォイドに三英雄を封印させた張本人だった。レオンが操る「虚無（ヴォイド）」の力に傷ついたタクトは、アイチたちQ4にこれまでの自身の行動の目的を伝え、謝罪すると同時に彼らの記憶を戻す。そしてレオンがこのままではヴォイドにすべてを乗っ取られてしまうこと、また、「虚無（ヴォイド）」がレオンの体を通してファイナルステージの空間に侵入したことで、地球までヴォイドに浸食されてしまう危険があることを教えた。
惑星クレイと地球の命運を背負いレオンの元へ急ぐその最中、ヴォイドに魅了されPSYクオリアの闇に飲み込まれたクリスにかつての自身の姿を重ね合わせたアイチは、彼を救うためにファイトを申し込む。「虚無（ヴォイド）」の力を得て強大になったクリスのPSYクオリアに戦慄しながらもアイチは正しい力の使い方を見せつけ、新たな切り札「光輝の獅子 プラチナエイゼル」を用いて勝利し、クリスを救う。
その一方、一足早くレオンの元にNAL4が到着し、櫂が本来の相手となるはずだったレンに変わってレオンと対峙する。そこでレオンから、彼らの一族の悲壮な運命、宿願を叶えるためにヴォイドと手を結んだ覚悟を聞かされるが、櫂は自らの野望のためにファイターにとって魂であるクランの運命を弄び、侮辱したと激怒。たった一人で自らの分身を取り戻そうと戦ったアイチのために新たな切り札「ドラゴニック・カイザー・ヴァーミリオン“THE BLOOD”」を用いて全力でぶつかるが、レオンの切り札「蒼嵐覇竜 グローリーメイルストローム」の前に敗れ去る。
そしてアイチたちもレオンの元にたどり着き、レオンとアイチのファイトが開始される。彼のPSYクオリアとヴォイドの力の影響を受け窮地に立たされるが、「ブラスター・ブレード」の呼びかけによって再び立ち上がり、彼の魂「ブラスター・ブレード・スピリット」をコールし、勝利を収める。力を取り戻したタクトは、アイチを先導者として自らが「灼熱の獅子 ブロンドエイゼル」となり、惑星クレイから「虚無（ヴォイド）」を追い払った。そして三英雄も復活し、アイチに再び「ロイヤルパラディン」を手にすることができることを伝えるが、アイチは今まで一緒に戦ってきた「ゴールドパラディン」共に歩むことを決意する。
その後、立凪財閥が公式に行ったファイナルステージでQ4は優勝、アジアの頂点に立つ。そしてアイチは、「ゴールドパラディン」となった「ブラスター・ブレード・解放者（リベレイター）」と共に、カードキャピタルでファイトを楽しむ日々を送るのであった。

### 各話リスト（アジアサーキット編）
テレビ東京系列での放送日。放送日（英）はBSジャパン（英語吹き替え・本編日本語オープン字幕）での放送日。
- 話数は前作からの連番となっている。#は『アジアサーキット編』としての話数。

| #  | 話数     | サブタイトル               | 脚本       | 絵コンテ     | 演出     | 作画監督                                  | 初放送日（日） | 初放送日（英） |
| -- | -------- | -------------------------- | ---------- | ------------ | -------- | ----------------------------------------- | -------------- | -------------- |
| 1  | RIDE 66  | 金色の騎士団               | 浦畑達彦   | 辻初樹       | 佐藤清光 | 斎藤佑、とみながまり                      | 2012年 4月8日  | 2013年 4月13日 |
| 2  | RIDE 67  | 発動！リミットブレイク!!   | 浦畑達彦   | 辻初樹       | 池田重隆 | 古谷梨絵、桂正三 服部憲知                 | 4月15日        | 4月20日        |
| 3  | RIDE 68  | チームQ4、再び             | 冨田頼子   | きみやしげる | 黒田幸生 | 浦中利浩、臼田美夫 宍戸久美子             | 4月22日        | 4月27日        |
| 4  | RIDE 69  | PSYからの挑戦状            | 山田健一   | 梅本唯       | 梅本唯   | 濱口頌平、とみながまり                    | 4月29日        | 5月4日         |
| 5  | RIDE 70  | 開幕！VFサーキット!!       | 砂山蔵澄   | 又野弘道     | 又野弘道 | 小山知洋、服部憲知                        | 5月6日         | 5月11日        |
| 6  | RIDE 71  | 参上！チーム忍             | 江夏由結   | きみやしげる | 山崎友正 | 伊藤智子、宍戸久美子                      | 5月13日        | 5月18日        |
| 7  | RIDE 72  | 限界を超える獅子           | 江夏由結   | 辻初樹       | 高橋準一 | 糸島雅彦、飯飼一幸 とみながまり           | 5月20日        | 5月25日        |
| 8  | RIDE 73  | 占いファイト！             | 山田健一   | 辻初樹       | 佐藤清光 | 斎藤佑、服部憲知                          | 5月27日        | 6月1日         |
| 9  | RIDE 74  | 女神を賭けて！             | 冨田頼子   | 小林一三     | 池田重隆 | 古谷梨絵、桂正三 宍戸久美子               | 6月3日         | 6月8日         |
| 10 | RIDE 75  | エリートの誇り             | 砂山蔵澄   | 又野弘道     | 黒田幸生 | 浦中利浩、とみながまり                    | 6月10日        | 6月15日        |
| 11 | RIDE 76  | 天才降臨                   | 砂山蔵澄   | 梅本唯       | 梅本唯   | 濱口頌平、服部憲知                        | 6月17日        | 6月22日        |
| 12 | RIDE 77  | 雪原の挑戦者               | 大久保智康 | 辻初樹       | 西片康人 | 齋藤和也、内藤伊之介 栗原基彦、宍戸久美子 | 6月24日        | 6月29日        |
| 13 | RIDE 78  | テツ現る                   | 山田健一   | きみやしげる | 山崎友正 | 池田志乃、とみながまり                    | 7月1日         | 7月6日         |
| 14 | RIDE 79  | 熱狂のソウルステージ       | 江夏由結   | 又野弘道     | 又野弘道 | 小山知洋、服部憲知                        | 7月8日         | 7月13日        |
| 15 | RIDE 80  | 驚愕の新メンバー           | 冨田頼子   | 辻初樹       | 高橋準一 | 糸島雅彦、飯飼一幸 宍戸久美子             | 7月15日        | 7月20日        |
| 16 | RIDE 81  | 騎士たちの再戦             | 冨田頼子   | 辻初樹       | 福本潔   | 斎藤佑、服部憲知                          | 7月22日        | 7月27日        |
| 17 | RIDE 82  | 勇者の挑戦                 | 大久保智康 | 辻初樹       | 池田重隆 | 古谷梨絵、桂正三 宍戸久美子               | 7月29日        | 8月3日         |
| 18 | RIDE 83  | 伝説のファイター           | 砂山蔵澄   | 辻初樹       | 黒田幸生 | 浦中利浩、とみながまり                    | 8月5日         | 8月10日        |
| 19 | RIDE 84  | 常夏への招待状             | 山田健一   | 辻初樹       | 西片康人 | 寺井佳史、内藤伊之介                      | 8月12日        | 8月17日        |
| 20 | RIDE 85  | それぞれの夏               | 山田健一   | 梅本唯       | 梅本唯   | 濱口頌平、宍戸久美子                      | 8月19日        | 8月24日        |
| 21 | RIDE 86  | 男前ファイト！光定VSゴウキ | 江夏由結   | きみやしげる | 山崎友正 | 伊藤智子、とみながまり                    | 8月26日        | 8月31日        |
| 22 | RIDE 87  | 燃えよ！香港ステージ       | 大久保智康 | 又野弘道     | 又野弘道 | 小山知洋、服部憲知                        | 9月2日         | 9月7日         |
| 23 | RIDE 88  | 最強！タッグファイト       | 大久保智康 | きみやしげる | 高橋準一 | 糸島雅彦、飯飼一幸 宍戸久美子             | 9月9日         | 9月14日        |
| 24 | RIDE 89  | The・草・魂!!              | 冨田頼子   | 辻初樹       | 福本潔   | 斎藤佑、とみながまり                      | 9月16日        | 9月21日        |
| 25 | RIDE 90  | 出撃！伝説の艦隊           | 砂山蔵澄   | 辻初樹       | 池田重隆 | 古谷梨絵、桂正三 服部憲知                 | 9月23日        | 9月28日        |
| 26 | RIDE 91  | 蒼嵐龍メイルストローム     | 砂山蔵澄   | 辻初樹       | 黒田幸生 | 浦中利浩、宍戸久美子                      | 9月30日        | 10月5日        |
| 27 | RIDE 92  | Q4VSウルトラレア           | 江夏由結   | 梅本唯       | 梅本唯   | 濱口頌平、とみながまり                    | 10月7日        | 10月12日       |
| 28 | RIDE 93  | 天使たちの舞い             | 江夏由結   | きみやしげる | 西片康人 | 寺井佳史、前田義宏 服部憲知               | 10月14日       | 10月19日       |
| 29 | RIDE 94  | 集いし勝者たち             | 山田健一   | 辻初樹       | 山崎友正 | 池田志乃、宍戸久美子                      | 10月21日       | 10月26日       |
| 30 | RIDE 95  | 集結！日本ステージ         | 大久保智康 | 又野弘道     | 又野弘道 | 小山知洋、とみながまり                    | 10月28日       | 11月2日        |
| 31 | RIDE 96  | 決戦！ブライダルファイト   | 冨田頼子   | 辻初樹       | 福本潔   | 斎藤佑、服部憲知                          | 11月4日        | 11月9日        |
| 32 | RIDE 97  | 王からの挑戦状             | 砂山蔵澄   | きみやしげる | 高橋準一 | 糸島雅彦、飯飼一幸 宍戸久美子             | 11月11日       | 11月16日       |
| 33 | RIDE 98  | 新たなる輝き！             | 砂山蔵澄   | 辻初樹       | 池田重隆 | 古谷梨佳、桂正三 とみながまり             | 11月18日       | 11月23日       |
| 34 | RIDE 99  | 風の真実                   | 山田健一   | 辻初樹       | 黒田幸生 | 浦中利浩、服部憲知                        | 11月25日       | 11月30日       |
| 35 | RIDE 100 | 光輝の獅子                 | 山田健一   | 梅本唯       | 神原敏昭 | 濱口頌平、宍戸久美子                      | 12月2日        | 12月7日        |
| 36 | RIDE 101 | 蒼龍レオン                 | 江夏由結   | 辻初樹       | 黒瀬大輔 | 清水勝祐、寺井佳史 とみながまり、篠原誠   | 12月9日        | 12月14日       |
| 37 | RIDE 102 | 風の審判                   | 江夏由結   | 辻初樹       | 山崎友正 | 伊藤智子、服部憲知                        | 12月16日       | 12月21日       |
| 38 | RIDE 103 | 光と虚無                   | 大久保智康 | 辻初樹       | 又野弘道 | 小山知洋、とみながまり                    | 12月23日       | 12月28日       |
| 39 | RIDE 104 | 風のゆくえ                 | 大久保智康 | 辻初樹       | 福本潔   | 斎藤佑、宍戸久美子                        | 2013年 1月2日  | 12月30日       |

### 放送・配信（アジアサーキット編）
| 放送期間 | 放送時間                                  | 放送局             | 対象地域       | 備考                      |
| --- | ----------------------------------------- | ------------------ | -------------- | ------------------------- |
| 2012年4月8日 - 2013年1月2日 | 日曜 10:00 - 10:30                        | テレビ東京         | 関東広域圏     | 製作局                    |
| |                                           | テレビ北海道       | 北海道         |                           |
| |                                           | テレビ愛知         | 愛知県         |                           |
| |                                           | テレビ大阪         | 大阪府         |                           |
| |                                           | テレビせとうち     | 岡山県・香川県 |                           |
| |                                           | TVQ九州放送        | 福岡県         |                           |
| 2012年4月8日 - 2013年1月6日 | 日曜 10:00 - 10:30                        | BSジャパン         | 日本全域       | BS放送                    |
| 2012年4月14日 - 2013年1月19日 | 土曜 6:00 - 6:30                          | 東日本放送         | 宮城県         |                           |
| 2012年4月14日 - 2013年1月5日 | 土曜 7:00 - 7:30                          | 長崎放送           | 長崎県         |                           |
| 2012年4月14日 - 2013年1月12日 | 土曜 10:00 - 10:30                        | 福島中央テレビ     | 福島県         |                           |
| 2012年4月17日 - 2013年1月15日 | 火曜 17:30 - 18:00                        | テレビ和歌山       | 和歌山県       |                           |
| 2012年4月25日 - 9月26日 2012年10月3日 - 2013年2月6日 | 水曜 15:30 - 16:00 水曜 15:20 - 15:50     | 長野放送           | 長野県         |                           |
| 2012年4月28日 - 2013年2月2日 | 土曜 6:30 - 7:00                          | 青森朝日放送       | 青森県         |                           |
| 2012年5月1日 - 2013年1月29日 | 火曜 16:24 - 16:52                        | 北陸放送           | 石川県         |                           |
| 2012年5月3日 - 9月27日 2012年10月4日 - 2013年1月24日 | 木曜 11:30 - 12:00 木曜 23:30 - 金曜 0:00 | AT-X               | 日本全域       | CS放送 / リピート放送あり |
| 2012年5月8日 - 9月25日 2012年10月1日 - 2013年2月5日 | 火曜 16:23 - 16:53 火曜 16:21 - 16:50     | 岩手めんこいテレビ | 岩手県         |                           |
| 2012年5月18日 - 9月28日 2012年10月5日 - 2013年2月22日 | 金曜 16:53 - 17:24 金曜 16:50 - 17:21     | テレビ静岡         | 静岡県         |                           |
| 2012年5月19日 - 2013年2月9日 | 土曜 6:30 - 7:00                          | 新潟テレビ21       | 新潟県         |                           |
| 2012年5月19日 - 2013年3月2日 | 土曜 7:30 - 8:00                          | 広島ホームテレビ   | 広島県         |                           |
| 2012年5月20日 - 2013年2月17日 | 日曜 6:00 - 6:30                          | 熊本朝日放送       | 熊本県         |                           |
| 2012年6月12日 - 2013年3月12日 | 火曜 17:15 - 17:45                        | びわ湖放送         | 滋賀県         | [ 注 12 ]                 |
| 2012年7月25日 - 2013年5月1日 | 水曜 16:00 - 16:30                        | 山形放送           | 山形県         | [ 注 12 ]                 |
| 2012年7月28日 - 2013年4月20日 | 土曜 7:00 - 7:30                          | 愛媛朝日テレビ     | 愛媛県         |                           |
| 2012年8月28日 - 2013年5月28日 | 火曜 16:21 - 16:50                        | 秋田テレビ         | 秋田県         |                           |
| 2012年9月3日 - 2013年6月24日 | 月曜 16:00 - 16:29                        | 福井放送           | 福井県         | [ 注 12 ]                 |
| 2013年4月6日 - 2014年1月11日 | 土曜 7:00 - 7:29                          | 鹿児島放送         | 鹿児島県       |                           |
| テレビ東京系列の地上波6局では字幕放送を実施。 BSジャパンでは2013年4月13日から12月30日まで、土曜11時から11時30分に二か国語放送が行われた（リピート放送あり）。 |                                           |                    |                |                           |

| 配信開始日   | 配信時間                                                             | 配信サイト         |
| ------------ | -------------------------------------------------------------------- | ------------------ |
| 2012年4月8日 | 日曜 10:30 - 11:00（第66 - 76話） 火曜 19:00 - 19:30（第77 - 104話） | ニコニコ生放送     |
|              | 日曜 11:00 更新（第66 - 76話） 火曜 19:30 更新（第77 - 104話）       | ニコニコチャンネル |

## カードファイト!! ヴァンガード リンクジョーカー編
2013年1月13日から2014年3月2日まで、テレビ東京系列ほかにて放送。キャッチコピーは「学園ヴァンガード!?」。
また、2014年1月6日からは、BSジャパンでの英語吹き替え版も行われていたが、同年3月31日放送の第13話（第117話）で終了している。
前半はコピー通り、学園内外でヴァンガード本来のカードファイトを楽しむアイチたちの姿が描かれ、後半は世界の闇で蠢く真の敵・リンクジョーカーに「リバース」された仲間たちとの苦闘が描かれた。

### ストーリー（リンクジョーカー編）
チームQ4の先導アイチ・戸倉ミサキ・葛木カムイが、VFアジアサーキットを制してから早数ヶ月。
優秀な生徒が集まる名門校・「宮地学園」の高等部に進学したアイチは、カードファイトとは無縁の学園内で孤独な毎日を送っていた。そんな時、森川や井崎たち後江高校の面々が「ヴァンガード部」を創設したことを知ったアイチは、自身も宮地学園高等部に「カードファイト部」を創設することを決意する。ヴァンガード初心者の石田ナオキ、タクトの計らいでスイコやレッカと共に学生生活をすることとなり、立凪コーリンとして同級生となったコーリン、豊富なヴァンガード知識を持つ小茂井シンゴ、そして頼れる先輩となったミサキを部員に迎え、カードファイト部を正式な部として成立させる。そして、全国の高校生ヴァンガードファイターの頂点を決める「VF甲子園」に挑戦するのだった。
「VF甲子園」ではのレン率いる福原高校に敗れるものの、激戦を通してアイチはカードファイト部の面々とより絆を深めていく。一方、試合を観戦していた櫂は、アイチとレンが自分を遙かに超える強さを手に入れていたという事実に気づいてしまう。
「VF甲子園」から少し経ったある日、アイチはいつもと違う雰囲気を醸し出すナオキにファイトを申し込まれ、苦戦の末に勝利する。敗北した途端ナオキは元に戻るが、この出来事に疑問を抱いた櫂はタクトに会いに行く。その中で、櫂は新たな脅威「リンクジョーカー」の存在とタクトが「虚無」に身体を奪われた事を知り戦うも、アイチとレンに勝ちたいという心の隙間を突かれ、信念との間に揺れた末に「リンクジョーカー」の力を操るファーストЯファイターとなってしまう。 ファーストЯファイターとなった櫂は旧友の新城テツ、「チームカエサル」の光定ケンジなどの見知ったファイターたち、さらに海外のファイターたちをЯ（リバース）させていく。アイチたちが普段どおりの学生生活を過ごす傍らで、レンとレオンはそれぞれЯしたテツや光定と対峙しЯした彼らの正気を取り戻すと共に、忍び寄る不穏な影に気付いていた。
アイチたちが林間学校に出ている間、Яしていたレッカにより宮地学園中等部はЯファイターの襲撃を受ける。偶然居合わせたカムイは、ニンジャマスターNEOと共にЯファイターに捕らわれたエミとマイを救出しレッカも正気に戻すが、同じくЯしていたコーリンに敗れЯファイターとなってしまう。林間学校から戻ったアイチたちはカムイのЯ化を目撃すると同時にタクトの宣戦布告、新たな敵「リンクジョーカー」の存在と共にコーリン、さらに櫂とそれを止めようとした三和もЯしていた事実を知る。
その後、櫂と戦うことを躊躇うアイチを見かねたナオキとシンゴはЯファイターに占領された宮地学園に乗り込み、元凶である生徒会書記の長代マキを撃破する。遅れてたどり着いたアイチは二人の奮闘を受けて覚悟を決めてカードファイト部の仲間たちと共にタクトのもとへ乗り込む。途中でカムイと三和を救出し、櫂と対峙するも「リンクジョーカー」の力を支配した櫂に敗れ、Яの危機に瀕する。駆けつけたレオンと彼に救われた意識体のタクト、そして再び発現したPSYクオリアによって難を逃れるも命の危険を抱えることとなる。
レオンとタクトはアイチをミサキたちに託して「リンクジョーカー」のもとへ乗り込むも、レオンは未来の自分との戦いで力尽き、タクトは「リンクジョーカー」に敗れ、吸収された。そこへ仲間の目を盗んで追ってきたアイチはコーリンと戦い、互いの失いたくない想いをぶつけ合った末に彼女を救う。その後、アイチは合流したレンと共にタクトと融合した「リンクジョーカー」と対峙し、レンは櫂とぶつかるが、激闘の末に敗北する。
最後に残ったアイチは死の危険を冒して「リンクジョーカー」と戦う。しかし、ファイトの中でタクト諸共「リンクジョーカー」が消滅すればコーリンだけでなく、スイコとレッカのこれまでの記憶が消えることを突きつけられ、さらにЯファイターたちから強くなった喜びを奪うと糾弾されて戦意を失いかけるが、諦めず最後まで戦う世界中のカードファイターたちの奮闘する姿に「カードファイトを続けていれば、それ以上の強さと、また巡り会える」という答えを見出すとともに、「例え記憶を失っても、いつか遠くない時のどこかでもう一度コーリンと巡り会う」決意のもとで「解放者 モナークサンクチュアリ・アルフレッド」の一撃で勝利を掴み取り、元に戻ったタクトは「リンクジョーカー」と共にアイチたちの世界から立ち去った。「リンクジョーカー」の脅威は退けたが、櫂は今の自分の力が本物か試すべく、アイチにファイトを挑んで来る。
櫂はこれまでの行いを告白し、アイチたちの前から永遠に消えようとするが、アイチは櫂に一人ではないと告げ、二人の絆を象徴する｢ブラスター・ブレード｣によって櫂に勝利し、共に仲間たちの元へ戻る。それは同時に、アイチが命を賭してまで失いたくないと想うコーリンとの別れでもあった。
リンクジョーカーの脅威が去り、櫂は平和が戻った街を歩き、最強のライバルにして最高の親友となったアイチとファイトをするためにカードキャピタルを訪れた。

### 各話リスト（リンクジョーカー編）
テレビ東京系列での放送日。放送日（英）はBSジャパン（英語吹き替え・本編日本語オープン字幕）での放送日。
- #は『リンクジョーカー編』としての話数。

| #  | 話数     | サブタイトル                       | 脚本       | 絵コンテ       | 演出              | 作画監督                                                              | 初放送日（日） | 初放送日（英） |
| -- | -------- | ---------------------------------- | ---------- | -------------- | ----------------- | --------------------------------------------------------------------- | -------------- | -------------- |
| 1  | RIDE 105 | スタンドアップ・ザ・ハイスクール！ | 浦畑達彦   | 辻初樹         | 高橋準一          | 飯飼一幸、糸島雅彦 浦中利浩                                           | 2013年 1月13日 | 2014年 1月6日  |
| 2  | RIDE 106 | お前にブレイク                     | 浦畑達彦   | きみやしげる   | 泉保良輔          | 鈴木伸一、清水恵蔵 服部憲知                                           | 1月20日        | 1月13日        |
| 3  | RIDE 107 | 狙われたアイドル                   | 冨田頼子   | 辻初樹         | 池田重隆          | 古谷梨絵、桂正三 浦中利浩                                             | 1月27日        | 1月20日        |
| 4  | RIDE 108 | アメフト部の刺客                   | 砂山蔵澄   | 辻初樹         | 福本潔            | 斎藤佑、服部憲知                                                      | 2月3日         | 1月27日        |
| 5  | RIDE 109 | 誕生!?カードファイト部             | 山田健一   | 辻初樹         | 神原敏昭          | 濱口頌平、とみながまり                                                | 2月10日        | 2月3日         |
| 6  | RIDE 110 | 初試合！宮地学園VS後江高校         | 江夏由結   | まついひとゆき | 山崎友正          | 大谷房代、浦中利浩                                                    | 2月17日        | 2月10日        |
| 7  | RIDE 111 | 助っ人は中学生！                   | 大久保智康 | 又野弘道       | 伊藤秀樹          | 小嶌エリナ、濱口頌平                                                  | 2月24日        | 2月17日        |
| 8  | RIDE 112 | 櫂の影                             | 大久保智康 | 梅本唯         | 高橋準一          | 飯飼一幸、糸島雅彦 服部憲知                                           | 3月3日         | 2月24日        |
| 9  | RIDE 113 | 副部長はだれだ!?                   | 冨田頼子   | 辻初樹         | 泉保良輔          | 小林ゆかり、清水恵蔵 徳川恵梨、浦中利浩                               | 3月10日        | 3月3日         |
| 10 | RIDE 114 | 宮地学園中等部                     | 山田健一   | まついひとゆき | 福本潔            | 斎藤佑、とみながまり                                                  | 3月17日        | 3月10日        |
| 11 | RIDE 115 | アイドルファイト                   | 山田健一   | 於地紘仁       | 池田重隆          | 古谷梨絵、桂正三 浦中利浩                                             | 3月24日        | 3月17日        |
| 12 | RIDE 116 | 風との再会                         | 砂山蔵澄   | きみやしげる   | 山崎友正          | 池田志乃、服部憲知                                                    | 3月31日        | 3月24日        |
| 13 | RIDE 117 | 強豪 福原高校                      | 砂山蔵澄   | 梅本唯         | 神原敏昭          | 濱口頌平、浦中利浩                                                    | 4月7日         | 3月31日        |
| 14 | RIDE 118 | ドキドキの文化祭                   | 江夏由結   | 辻初樹         | 高橋準一          | 飯飼一幸、糸島雅彦 服部憲知                                           | 4月14日        | -              |
| 15 | RIDE 119 | 伝説の文化祭                       | 江夏由結   | 辻初樹         | 福本潔            | 斎藤佑、とみながまり                                                  | 4月21日        | -              |
| 16 | RIDE 120 | 秘めたる闘志                       | 大久保智康 | 又野弘道       | 前島健一 泉保良輔 | 鈴木信一、清水恵蔵 徳川恵梨、服部憲知                                 | 4月28日        | -              |
| 17 | RIDE 121 | 男の意地                           | 大久保智康 | まついひとゆき | 大束次郎          | 大谷房代、浦中利浩                                                    | 5月5日         | -              |
| 18 | RIDE 122 | 挑戦者ナオキ                       | 冨田頼子   | 於地紘仁       | 池田重隆          | 古谷梨絵、桂正三 とみながまり、宍戸久美子                             | 5月12日        | -              |
| 19 | RIDE 123 | 勝利への想い                       | 山田健一   | 梅本唯         | 神原敏昭          | 濱口頌平、服部憲知                                                    | 5月19日        | -              |
| 20 | RIDE 124 | 二人の頂上決戦                     | 砂山蔵澄   | 辻初樹         | 福本潔            | 斎藤佑、浦中利浩                                                      | 5月26日        | -              |
| 21 | RIDE 125 | 風の強い日                         | 冨田頼子   | 辻初樹         | 高橋準一          | 飯飼一幸、糸島雅彦 米本奈苗、とみながまり                             | 6月2日         | -              |
| 22 | RIDE 126 | 謎のドラゴン                       | 浦畑達彦   | 辻初樹         | 大束次郎          | 池田志乃、服部憲知                                                    | 6月9日         | -              |
| 23 | RIDE 127 | 呪縛                               | 大久保智康 | きみやしげる   | 泉保良輔          | 清水恵蔵、徳川恵梨 安斉佳恵、浦中利浩 宍戸久美子                      | 6月16日        | -              |
| 24 | RIDE 128 | "Я"-リバース-                      | 大久保智康 | 森健三郎       | 古賀一臣          | 古谷梨絵、桂正三 楠木智子、浦中利浩 宍戸久美子                        | 6月23日        | -              |
| 25 | RIDE 129 | 黒輪の力                           | 江夏由結   | まついひとゆき | 福本潔            | 斎藤佑、服部憲知                                                      | 6月30日        | -              |
| 26 | RIDE 130 | 暗雲 福原高校                      | 山田健一   | 梅本唯         | 神原敏昭          | 濱口頌平、とみながまり                                                | 7月7日         | -              |
| 27 | RIDE 131 | 永遠の操り人形                     | 冨田頼子   | 辻初樹         | 白石道太          | 山田真也、宇佐美皓一 岡野幸男、浦中利浩                               | 7月14日        | -              |
| 28 | RIDE 132 | ラスト・ダンス                     | 冨田頼子   | 辻初樹         | 有田周平          | 飯飼一幸、糸島雅彦 桑原麻衣、浦中利浩 阿部航、とみながまり            | 7月21日        | -              |
| 29 | RIDE 133 | 裏切りの将軍                       | 砂山蔵澄   | きみやしげる   | 泉保良輔          | 清水恵蔵、徳川恵梨 浦中利浩、宍戸久美子                               | 7月28日        | -              |
| 30 | RIDE 134 | 月下のキングメーカー               | 砂山蔵澄   | 辻初樹         | 福本潔            | 斎藤佑、浦中利浩                                                      | 8月4日         | -              |
| 31 | RIDE 135 | ダイユーシャ堕つ                   | 大久保智康 | 森健三郎       | 古賀一臣          | 古谷梨絵、桂正三 石井ゆみこ、森下智恵 浦中利浩、宍戸久美子            | 8月11日        | -              |
| 32 | RIDE 136 | ユリの勲章                         | 山田健一   | 菱川直樹       | 白石道太          | 山田真也、吉田巧介 浦中利浩                                           | 8月18日        | -              |
| 33 | RIDE 137 | 暗黒次元合体！"Я、"ダイユーシャ    | 江夏由結   | まついひとゆき | 神原敏昭          | 濱口頌平、服部憲知                                                    | 8月25日        | -              |
| 34 | RIDE 138 | 絆の舟                             | 江夏由結   | 辻初樹         | 有田周平          | 飯飼一幸、糸島雅彦 浦中利浩、阿曽仁美 とみながまり                    | 9月1日         | -              |
| 35 | RIDE 139 | 林間学校                           | 冨田頼子   | まついひとゆき | 福本潔            | 斎藤佑、浦中利浩                                                      | 9月8日         | -              |
| 36 | RIDE 140 | 星空の下で…                        | 冨田頼子   | 森健三郎       | 泉保良輔          | 清水恵蔵、徳川恵梨 服部憲知、宍戸久美子                               | 9月15日        | -              |
| 37 | RIDE 141 | 宮地にはためく海賊旗               | 大久保智康 | きみやしげる   | 古賀一臣          | 古谷梨絵、桂正三 とみながまり、宍戸久美子                             | 9月22日        | -              |
| 38 | RIDE 142 | カムイの拳                         | 山田健一   | 小坂知         | 白石道太          | 吉田巧介、岡野幸男 小田多恵子、しまだひであき 浦中利浩                | 9月29日        | -              |
| 39 | RIDE 143 | ニンジャマスター復活               | 山田健一   | 菱川直樹       | 神原敏昭          | 濱口頌平、服部憲知                                                    | 10月6日        | -              |
| 40 | RIDE 144 | 暴走天使レッカ                     | 大久保智康 | きみやしげる   | 福本潔            | 斎藤佑、浦中利浩                                                      | 10月13日       | -              |
| 41 | RIDE 145 | トモダチ                           | 江夏由結   | 辻初樹         | 吉村愛            | 飯飼一幸、糸島雅彦 桑原麻衣、阿曽仁美 とみながまり                    | 10月20日       | -              |
| 42 | RIDE 146 | 絶望へのカウントダウン             | 大久保智康 | まついひとゆき | 古賀一臣          | 古谷梨絵、桂正三 浦中利浩、宍戸久美子                                 | 10月27日       | -              |
| 43 | RIDE 147 | 混沌の破壊者                       | 大久保智康 | 森健三郎       | 泉保良輔          | 清水恵蔵、徳川恵梨 黒川飛鳥、佐賀野桜子 服部憲知                      | 11月3日        | -              |
| 44 | RIDE 148 | それぞれの決意                     | 山田健一   | きみやしげる   | 村上勉            | 吉田巧介、山田真也 河野絵美、下條祐未 浦中利浩、宍戸久美子            | 11月10日       | -              |
| 45 | RIDE 149 | 奪還せよ!!宮地学園                 | 大久保智康 | 梅本唯         | 福本潔            | 斎藤佑、とみながまり                                                  | 11月17日       | -              |
| 46 | RIDE 150 | すべてをブチ破れ!!                 | 大久保智康 | 辻初樹         | 備前克彦          | 濱口頌平、服部憲知                                                    | 11月24日       | -              |
| 47 | RIDE 151 | アイチとカムイ                     | 江夏由唯   | 辻初樹         | 福本潔            | 柴田健児、橋本真希 村上真紀、佐藤利幸 斉藤大輔                        | 12月1日        | -              |
| 48 | RIDE 152 | 友情のかたち                       | 山田健一   | 辻初樹         | 吉村愛            | 飯飼一幸、糸島雅彦 阿曽仁美、浦中利浩 とみながまり                    | 12月8日        | -              |
| 49 | RIDE 153 | 二人の先導者                       | 山田健一   | きみやしげる   | 渡辺正彦          | 古谷梨絵、桂正三 服部憲知、宍戸久美子                                 | 12月15日       | -              |
| 50 | RIDE 154 | 絆の先に                           | 山田健一   | まついひとゆき | 福本潔            | 斎藤佑、とみながまり                                                  | 12月22日       | -              |
| 51 | RIDE 155 | 二人のレオン                       | 江夏由結   | 辻初樹         | 泉保良輔          | 清水恵蔵、徳川恵梨 浦中利浩、黒川飛鳥                                 | 12月29日       | -              |
| 52 | RIDE 156 | 鎖裁つ者                           | 江夏由結   | 辻初樹         | 高橋準一 白石道太 | 阿曽仁美、坂本ひろみ 桑原麻衣、糸島雅彦 飯飼一幸、服部憲知 宍戸久美子 | 2014年 1月12日 | -              |
| 53 | RIDE 157 | コーリン                           | 大久保智康 | 森健三郎       | 備前克彦          | 濱口頌平、浦中利浩                                                    | 1月19日        | -              |
| 54 | RIDE 158 | レンの望み                         | 山田健一   | 辻初樹         | 福本潔            | 楠木智子、竹内昭 村上直紀、坪田慎太郎                                 | 1月26日        | -              |
| 55 | RIDE 159 | 再誕の竜                           | 山田健一   | 梅本唯         | 福本潔            | 斎藤佑、とみながまり                                                  | 2月2日         | -              |
| 56 | RIDE 160 | 完全なりし黒輪                     | 大久保智康 | 森健三郎       | 矢野孝典          | 古谷梨絵、桂正三 服部憲知、宍戸久美子                                 | 2月9日         | -              |
| 57 | RIDE 161 | ワールドエンド                     | 大久保智康 | まついひとゆき | 石井和彦          | 吉田巧介、飯飼一幸 山田真也、浦中利浩 宍戸久美子                      | 2月16日        | -              |
| 58 | RIDE 162 | 交わる道                           | 山田健一   | 梅本唯         | 泉保良輔          | 清水恵蔵、徳川恵梨 服部憲知                                           | 2月23日        | -              |
| 59 | RIDE 163 | 繋ぐもの                           | 山田健一   | 辻初樹         | 備前克彦          | 濱口頌平、とみながまり                                                | 3月2日         | -              |

### 放送・配信（リンクジョーカー編）
| 放送期間 | 放送時間                                                 | 放送局             | 対象地域       | 備考                      |
| --- | -------------------------------------------------------- | ------------------ | -------------- | ------------------------- |
| 2013年1月13日 - 2014年3月2日 | 日曜 10:00 - 10:30                                       | テレビ東京         | 関東広域圏     | 製作局                    |
| |                                                          | テレビ北海道       | 北海道         |                           |
| |                                                          | テレビ愛知         | 愛知県         |                           |
| |                                                          | テレビ大阪         | 大阪府         |                           |
| |                                                          | テレビせとうち     | 岡山県・香川県 |                           |
| |                                                          | TVQ九州放送        | 福岡県         |                           |
| |                                                          | BSジャパン         | 日本全域       | BS放送                    |
| 2013年1月19日 - 2014年3月8日 | 土曜 7:00 - 7:30                                         | 長崎放送           | 長崎県         | [ 注 12 ]                 |
| 2013年1月19日 - 2014年3月15日 2014年3月22日                                                                                              | 土曜 10:00 - 10:30 土曜 9:30 - 10:00                     | 福島中央テレビ     | 福島県         | [ 注 12 ]                 |
| 2013年1月22日 - 2014年3月11日 | 火曜 17:30 - 18:00                                       | テレビ和歌山       | 和歌山県       |                           |
| 2013年1月25日 - 12月13日 2014年1月10日 - 5月2日                                                                                          | 金曜 18:30 - 19:00 金曜 17:30 - 17:59                    | 岐阜放送           | 岐阜県         | [ 注 12 ]                 |
| 2013年1月26日 - 2014年3月22日 | 土曜 6:00 - 6:30                                         | 東日本放送         | 宮城県         |                           |
| 2013年1月31日 - 2014年3月13日 | 木曜 23:30 - 金曜 0:00                                   | AT-X               | 日本全域       | CS放送 / リピート放送あり |
| 2013年2月5日 - 3月26日 2013年4月1日 - 2014年4月14日                                                                                      | 火曜 16:24 - 16:52 月曜 16:25 - 16:53                    | 北陸放送           | 石川県         | [ 注 12 ]                 |
| 2013年2月9日 - 4月13日 2013年4月20日 - 2014年4月5日                                                                                      | 土曜 6:30 - 7:00 土曜 7:00 - 7:30                        | 青森朝日放送       | 青森県         |                           |
| 2013年2月12日 - 3月26日 2013年4月8日 - 5月6日                                                                                            | 火曜 16:21 - 16:50 月曜 2:00 - 2:30（日曜深夜）          | 岩手めんこいテレビ | 岩手県         | 第116話で打ち切り         |
| 2013年2月13日 - 3月27日 2013年4月14日 - 2014年3月30日 2014年4月6日 - 6月8日                                                              | 水曜 15:20 - 15:50 日曜 5:30 - 6:00 日曜 5:00 - 5:30     | 長野放送           | 長野県         | [ 注 12 ]                 |
| 2013年2月16日 - 3月30日 2013年4月9日 - 5月14日                                                                                           | 土曜 6:30 - 7:00 火曜 1:50 - 2:20（月曜深夜）            | 新潟テレビ21       | 新潟県         | 第117話で打ち切り         |
| 2013年2月24日 - 3月31日 2013年4月6日 - 2014年4月19日                                                                                     | 日曜 6:00 - 6:30 土曜 6:30 - 7:00                        | 熊本朝日放送       | 熊本県         | [ 注 12 ]                 |
| 2013年3月1日 - 3月29日 2013年4月5日 - 2014年3月28日 2014年4月4日 - 5月2日                                                                | 金曜 16:50 - 17:21 金曜 16:55 - 17:25 金曜 16:50 - 17:20 | テレビ静岡         | 静岡県         |                           |
| 2013年3月9日 - 7月6日 2013年7月13日 - 2014年5月10日                                                                                      | 土曜 7:30 - 8:00 土曜 7:00 - 7:30                        | 広島ホームテレビ   | 広島県         | [ 注 18 ]                 |
| 2013年4月27日 - 2014年7月5日 | 土曜 7:00 - 7:30                                         | 愛媛朝日テレビ     | 愛媛県         | [ 注 12 ]                 |
| 2013年6月4日 - 9月24日 2013年10月1日 - 2014年7月29日                                                                                     | 火曜 16:21 - 16:50 火曜 16:20 - 16:50                    | 秋田テレビ         | 秋田県         | [ 注 12 ]                 |
| 2014年1月18日 - 2015年3月21日 | 土曜 7:00 - 7:29                                         | 鹿児島放送         | 鹿児島県       | [ 注 12 ]                 |
| テレビ東京系列の地上波6局では字幕放送を実施。 BSジャパンでは2014年1月6日から3月31日まで、月曜7時55分から8時25分に2か国語放送が行われた。 |                                                          |                    |                |                           |

| 配信開始日    | 配信時間           | 配信サイト         |
| ------------- | ------------------ | ------------------ |
| 2013年1月15日 | 火曜 19:00 - 19:30 | ニコニコチャンネル |

## カードファイト!! ヴァンガード レギオンメイト編
2014年3月9日から同年10月19日まで、テレビ東京系列ほかにて放送。キャッチコピーは「イメージしろ！共に戦うメイトの姿を！」。
本作ではこれまでの主人公だった先導アイチに代わり、櫂トシキを中心とした物語となった。物語的には『リンクジョーカー編』の後日談という形で進行し、先導アイチと櫂トシキの物語は本編をもって一つの区切りを迎えた。
地上波ではテレビ東京系列と青森朝日放送、東日本放送、テレビ静岡、テレビ和歌山のみの放送となり、それ以外の系列外局は『リンクジョーカー編』を以って打ち切りとなった。なお、『リンクジョーカー編』までと異なり、今作ではBSジャパンでの2か国語放送は行われていない。

### ストーリー（レギオンメイト編）
世界を巻き込んだリンクジョーカーとの戦いから数日が経ったある日、櫂は目の前に「ブラスター・ブレード」が現れる夢を見て目が覚める。その日、いつものようにカードキャピタルへ入るとアイチの姿はなく、それどころか店長の新田シン、更にはアイチの妹のエミすらアイチのことを知らないという。異変はそれだけではなく、チームQ4とアイチが設立した宮地学園カードファイト部の消滅、森川と井崎が後江高校ヴァンガード部の部員ではなくなり、「ウルトラレア」からはコーリンがいなくなっていた。
一連の異変にアイチの存在の消滅が関わっていると考えた櫂はチームメイトのミサキとカムイ、アイチとカードファイト部を作ったナオキ、親友の三和の記憶を取り戻し、新たな姿となり自分の元に現れた「ブラスター・ブレード・探索者」と共にアイチを探す決意をする。アイチの手がかりを探す櫂たちの前にオリビエ・ガイヤール、フィリップ・ネーヴ、ラウル・セラ、ラティ･カーティのいずれも世界トップレベルである4人のファイターが現れる。「アイチを忘れろ」と警告する彼らは「カトルナイツ」と名乗り、「ジャッジメント」と称される敗者にファイト中に発生したダメージが全て襲いかかる結界を作る能力を持っていた。
「ジャッジメント」の恐怖に立ち向かいながらもアイチを探す櫂たちはレンからある石碑の写真を受け取り、その場所へ向かう。そこへたどり着くと、「カトルナイツ」と共にコーリンが現れた。コーリンは記憶を失っておらず、さらに滅びたはずのリンクジョーカーを手に櫂を破り、「ブラスター・ブレード・探索者」を回収する。そして、櫂たちはコーリンから一連の異変と「カトルナイツ」の襲撃は他ならぬアイチの意志であり、探されることを望んでいないことを告げられた。
アイチとコーリンの現状に思い悩む中、ナオキとカムイの提案で櫂たちはレオンの元で特訓を受ける。その中、櫂とミサキはレンと同様にアイチとコーリンのことを覚えているレオンに諭され、櫂は己の意思をアイチに伝えるべく再び「かげろう」を手にし、ミサキもコーリンと会う決意を固める。合宿から戻った後、櫂たちはナオキから以前現れたカトルナイツに仕える執事モレス・ペニーワースがゲートを潜ったという情報を聞き、アイチが封印されている聖域に乗り込む。そこで受ける「ジャッジメント」はアイチに関する記憶を消すものであり、櫂たちはそのリスクを覚悟でカトルナイツと戦う。そのさなかでミサキ、カムイ、三和は敗れて記憶を失い、カトルナイツとの戦いは熾烈を極めるが、ガイヤールが櫂に敗れて封印の力が半減した直後、すでにナオキに敗れたはずのセラが櫂たちをプリズンに閉じ込めてアイチの封印を解いてしまう。
そして、櫂たちはガイヤールから真実を知らされる。リンクジョーカーは敗れる瞬間にアイチの中に「シード」と呼ばれる物を埋め込み、それにより復活すべくアイチの身体を徐々に侵食していき、アイチはリンクジョーカーの復活を阻止するために自分ごと体内のリンクジョーカーを封印すべくガイヤールたちに声をかけたのだった。そして、封印されている間も浸食され続けたアイチにはコーリンの声すら届かず、リンクジョーカーの力を手に入れようとするセラの策略でけしかけられたネーヴとリンクジョーカーを手に対峙する。ネーヴは敗北し、封印が解けるがアイチを一時的に正気に戻すことに成功する。
一方、封印の異変に気づいたラティもリンクジョーカーを操るセラに敗北し、アイチの封印は完全に解かれてしまい、セラがアイチにファイトを挑もうとしたところでレンとレオンの協力で脱出したガイヤールはファイトを行う。アイチと櫂を通じて仲間の絆を学んだガイヤールは激戦の末にセラを破り、聖域から追放した。
セラの野望を阻止した櫂たちは再びガイヤールたちと対峙し、コーリンがナオキと激突する。シードによってリンクジョーカーが存在し続けていたために記憶が戻ったコーリンはアイチに寄り添う道を選んでいた。そして、互いのアイチへの想いをぶつけ合った末にナオキはコーリンに勝利し、彼女からあふれ出したリンクジョーカーの力は完全に目覚めたアイチが受け止めた。目覚めたアイチに最後のチャンスを求めるガイヤールは櫂とファイトを行い敗北、アイチを救うことを託す。
アイチは次の「カトルナイツ」に櫂、レン、レオン、ナオキの四人にそれを要請し、再び自らを封印するために、櫂はアイチを救うためにファイトを行う。その中、アイチは「ブラスター・ブレード・探索者」がリンクジョーカーと化した「星輝兵 ブラスター・ジョーカー」とコーリンの「伴星の星輝兵 フォトン」を持って櫂に襲いかかる。苦戦する中でも櫂は自らもアイチの苦しみを背負う決意を述べ、レンやガイヤールたちも同じ意志を示す。そして、櫂はアイチに勝利してアイチの中にあるシードはリンクジョーカーから解放された「ブラスター・ブレード」によって幾つにも切り裂かれ、アイチたちの身体に宿る。それはやがてリンクジョーカーがクレイに存在する新たなクランとして受け入れられる未来への礎でもあった。戦いが終わり、再び記憶を失うこととなったコーリンはアイチと互いの絆を確かめ合い聖域を去った。
そして月日が経ち、櫂、ミサキ、三和、レンはそれぞれ卒業式を間近に控え、アイチも部員が増えたカードファイト部の活動と在校生代表の送辞の原稿の執筆など忙しい日々を送る中、カードキャピタルのショップ大会への参加を決める。

### 各話リスト（レギオンメイト編）
テレビ東京系列での放送日。
- ネット配信版を除き、副音声では『アイチのへや』と称し、先導アイチ役の代永翼が毎週ゲストを呼んで作品の裏話を語った。
- #は『レギオンメイト編』としての話数。

| #  | 話数     | サブタイトル               | 脚本       | 絵コンテ       | 演出           | 作画監督/総作画監督                                                     | 初放送日      | 副音声『アイチのへや』            |
| -- | -------- | -------------------------- | ---------- | -------------- | -------------- | ----------------------------------------------------------------------- | ------------- | --------------------------------- |
| 1  | RIDE 164 | 消えた先導者               | 浦畑達彦   | 辻初樹         | 福本潔         | 斎藤佑、服部憲知                                                        | 2014年 3月9日 | 佐藤拓也（櫂トシキ 役）           |
| 2  | RIDE 165 | 双闘                       | 浦畑達彦   | 辻初樹         | 鈴木孝聡       | 阿曽仁美、桑原麻衣 村松尚雄、米本奈苗 浦中利浩                          | 3月16日       | 佐藤拓也（櫂トシキ 役）           |
| 3  | RIDE 166 | アイチの影                 | 大久保智康 | 辻初樹         | 福本潔         | 村上直紀、野中美希 安田祥子、坪田慎太郎 斉藤大輔、とみながまり 浦中利浩 | 3月23日       | 阿部敦（雀ヶ森レン 役）           |
| 4  | RIDE 167 | シーク・ザ・メイト         | 江夏由結   | 辻初樹         | 大町生         | 古谷梨絵、沼田まりえ 中野彰子、濱口頌平                                 | 3月30日       | 森久保祥太郎（三和タイシ 役）     |
| 5  | RIDE 168 | ナオキの拳                 | 山田健一   | 森健三郎       | 白石道太       | 吉田巧介、城紀史 齊藤温子、浦中利浩                                     | 4月6日        | 石川静（葛木カムイ 役）           |
| 6  | RIDE 169 | 青き炎のガイヤール         | 浦畑達彦   | 辻初樹         | 福本潔         | 斎藤佑、服部憲知                                                        | 4月13日       | 橘田いずみ（戸倉ミサキ 役）       |
| 7  | RIDE 170 | 鋼のネーヴ                 | 大久保智康 | きみやしげる   | 前島健一       | 清水恵蔵、徳川恵梨 とみながまり、北原広大                               | 4月20日       | 森嶋秀太（新田シン 役）           |
| 8  | RIDE 171 | 先導者・櫂                 | 江夏由結   | 辻初樹         | 備前克彦       | 濱口頌平                                                                | 4月27日       | 佐藤拓也（櫂トシキ 役）           |
| 9  | RIDE 172 | グレートダイカイザー見参！ | 山田健一   | 辻初樹         | まついひとゆき | 阿曽仁美、柳瀬譲二 米本奈苗、とみながまり                               | 5月4日        | 赤羽根健治（光定ケンジ 役）       |
| 10 | RIDE 173 | 幻影のラティ               | 大久保智康 | 辻初樹         | 小林一三       | 古谷梨絵、小笠原理恵 浦中利浩                                           | 5月11日       | 佐藤利奈（ラティ・カーティ 役）   |
| 11 | RIDE 174 | 凍てつく氷のセラ           | 砂山蔵澄   | 辻初樹         | 福本潔         | 斎藤佑、濱口頌平                                                        | 5月18日       | 阿部敦（雀ヶ森レン 役）           |
| 12 | RIDE 175 | レンの約束                 | 浦畑達彦   | 辻初樹         | 白石道太       | 吉田巧介、城紀史 服部憲知                                               | 5月25日       | 興津和幸（ラウル・セラ 役）       |
| 13 | RIDE 176 | アイチの戻る場所           | 江夏由結   | 辻初樹         | 泉保良輔       | 清水恵蔵、徳川恵梨 とみながまり                                         | 6月1日        | 濱健人（オリビエ・ガイヤール 役） |
| 14 | RIDE 177 | 告げられた真実             | 大久保智康 | きみやしげる   | 備前克彦       | 濱口頌平                                                                | 6月8日        | 榎本温子（先導エミ 役）           |
| 15 | RIDE 178 | 風の待つ島                 | 山田健一   | 辻初樹         | 鈴木孝聡       | 阿曽仁美、柳瀬譲二 村松尚雄、米本奈苗 浦中利浩                          | 6月15日       | 神原大地（蒼龍レオン 役）         |
| 16 | RIDE 179 | 櫂の意志                   | 山田健一   | 辻初樹         | 福本潔         | 斎藤佑、とみながまり                                                    | 6月22日       | 代永翼（先導アイチ 役）           |
| 17 | RIDE 180 | 聖域への扉                 | 大久保智康 | 辻初樹         | 小田原男       | 小笠原理恵、沼田まりえ 濱口頌平                                         | 6月29日       | 濱健人（オリビエ・ガイヤール 役） |
| 18 | RIDE 181 | 男気爆発                   | 大久保智康 | 辻初樹         | 白石道太       | 吉田巧介、服部憲知                                                      | 7月6日        | 奈良徹（石田ナオキ 役）           |
| 19 | RIDE 182 | 鋼の意志                   | 江夏由結   | まついひとゆき | 泉保良輔       | 清水恵蔵、徳川恵梨 とみながまり、北原広大                               | 7月13日       | 杉山紀彰（森川カツミ 役）         |
| 20 | RIDE 183 | かわらないもの             | 砂山蔵澄   | 辻初樹         | 備前克彦       | 濱口頌平                                                                | 7月20日       | 佐藤利奈（ラティ・カーティ 役）   |
| 21 | RIDE 184 | 青き炎の誓い               | 山田健一   | 森健三郎       | 福本潔         | 斎藤佑、服部憲知                                                        | 7月27日       | 橘田いずみ（戸倉ミサキ 役）       |
| 22 | RIDE 185 | 煉獄の炎                   | 犬飼和彦   | 辻初樹         | 古谷田順久     | 阿曽仁美、桑原麻衣 米本奈苗、村松尚雄 浦中利浩                          | 8月3日        | 佐藤拓也（櫂トシキ 役）           |
| 23 | RIDE 186 | 解かれた眠り               | 大久保智康 | 辻初樹         | 宮澤良太       | 小笠原理恵、北原広大                                                    | 8月10日       | 森嶋秀太（新田シン 役）           |
| 24 | RIDE 187 | アイチ覚醒                 | 大久保智康 | 辻初樹         | 白石道太       | 吉田巧介、空流辺広子 はっとりますみ、服部憲知                           | 8月17日       | 村上裕哉（フィリップ・ネーヴ 役） |
| 25 | RIDE 188 | 冷たい野望                 | 江夏由結   | 辻初樹         | 泉保良輔       | 清水恵蔵、徳川恵梨 浦中利浩                                             | 8月24日       | 佐藤利奈（ラティ・カーティ 役）   |
| 26 | RIDE 189 | 復活のオメガ               | 山田健一   | 辻初樹         | 福本潔         | 佐久間信一、服部憲知                                                    | 8月31日       | 石川静（葛木カムイ 役）           |
| 27 | RIDE 190 | 青き炎の決意               | 山田健一   | 辻初樹         | 備前克彦       | 濱口頌平                                                                | 9月7日        | 興津和幸（ラウル・セラ 役）       |
| 28 | RIDE 191 | 俺たちの場所               | 犬飼和彦   | 有田周平       | 黒田幸生       | 阿曽仁美、桑原麻衣 米本奈苗、村松尚雄 浦中利浩、服部憲知                | 9月14日       | 三森すずこ（立凪コーリン 役）     |
| 29 | RIDE 192 | 炎の意地                   | 砂山蔵澄   | 辻初樹         | 宮澤良太       | 小笠原理恵                                                              | 9月21日       | 濱健人（オリビエ・ガイヤール 役） |
| 30 | RIDE 193 | 破滅の剣                   | 浦畑達彦   | 辻初樹         | 白石道太       | 吉田巧介、KIM JUNOH 服部益実、服部憲知                                  | 9月28日       | 榎本温子（先導エミ 役）           |
| 31 | RIDE 194 | 勇気の剣                   | 浦畑達彦   | 辻初樹         | 福本潔         | 佐久間信一、浦中利浩                                                    | 10月5日       | 神原大地（蒼龍レオン 役）         |
| 32 | RIDE 195 | 旅立ちの季節               | 大久保智康 | 辻初樹         | 泉保良輔       | 徳川恵梨、清水恵蔵 服部憲知                                             | 10月12日      | 阿部敦（雀ヶ森レン 役）           |
| 33 | RIDE 196 | 先導者たち                 | 江夏由結   | 辻初樹         | 備前克彦       | 濱口頌平、長尾未来 竹村南                                               | 10月19日      | 佐藤拓也（櫂トシキ 役）           |

### 放送・配信（レギオンメイト編）
| 放送期間 | 放送時間               | 放送局         | 対象地域       | 備考                      |
| --- | ---------------------- | -------------- | -------------- | ------------------------- |
| 2014年3月9日 - 10月19日 | 日曜 10:00 - 10:30     | テレビ東京     | 関東広域圏     | 製作局                    |
| |                        | テレビ北海道   | 北海道         |                           |
| |                        | テレビ愛知     | 愛知県         |                           |
| |                        | テレビ大阪     | 大阪府         |                           |
| |                        | テレビせとうち | 岡山県・香川県 |                           |
| |                        | TVQ九州放送    | 福岡県         |                           |
| |                        | BSジャパン     | 日本全域       | BS放送                    |
| 2014年3月18日 - 10月28日                                                                                                   | 火曜 17:30 - 18:00     | テレビ和歌山   | 和歌山県       |                           |
| 2014年3月20日 - 10月30日                                                                                                   | 木曜 23:30 - 金曜 0:00 | AT-X           | 日本全域       | CS放送 / リピート放送あり |
| 2014年3月29日 - 11月22日                                                                                                   | 土曜 6:00 - 6:30       | 東日本放送     | 宮城県         |                           |
| 2014年4月12日 - 12月6日 | 土曜 7:00 - 7:30       | 青森朝日放送   | 青森県         |                           |
| 2014年5月9日 - 12月19日 | 金曜 16:50 - 17:20     | テレビ静岡     | 静岡県         |                           |
| テレビ東京系列（BSジャパン含む）では音声多重放送（副音声）にて「アイチのへや」を放送。 同系列地上波6局のみ字幕放送を実施。 |                        |                |                |                           |

| 配信開始日    | 配信時間           | 配信サイト         |
| ------------- | ------------------ | ------------------ |
| 2014年3月18日 | 火曜 19:00 - 19:30 | ニコニコチャンネル |

## 主題歌
日本国内向けの英語版のエンディングでは日本語版の映像が使用されている。なお、日本国内向けの英語版オープニング・エンディングの歌手は日本のアーティストが担当している。「英語版」は日本国内で放送・配信されている英語版を指す。

### オープニングテーマ
| 曲名                                             | 使用話              | 作詞                        | 作曲                        | 編曲       | 歌               | レーベル               | 備考                                  |
| ------------------------------------------------ | ------------------- | --------------------------- | --------------------------- | ---------- | ---------------- | ---------------------- | ------------------------------------- |
| カードファイト!! ヴァンガード                    |                     |                             |                             |            |                  |                        |                                       |
| Vanguard                                         | RIDE 1 - RIDE 33    | 影山ヒロノブ                | 影山ヒロノブ                | 安瀬聖     | JAM Project      | ランティス             | RIDE 82、RIDE 86では挿入歌として使用  |
| Believe in my existence                          | RIDE 34 - RIDE 65   | 影山ヒロノブ                | 影山ヒロノブ きただにひろし | 安瀬聖     | JAM Project      | ランティス             | RIDE 50、RIDE 103では挿入歌として使用 |
| カードファイト!! ヴァンガード アジアサーキット編 |                     |                             |                             |            |                  |                        |                                       |
| LIMIT BREAK                                      | RIDE 66 - RIDE 104  | 影山ヒロノブ きただにひろし | 影山ヒロノブ                | 鈴木マサキ | JAM Project      | ランティス             |                                       |
| カードファイト!! ヴァンガード リンクジョーカー編 |                     |                             |                             |            |                  |                        |                                       |
| Vanguard Fight                                   | RIDE 105 - RIDE 128 | YOFFY                       | YOFFY                       | 大石憲一郎 | サイキックラバー | 響ミュージック         |                                       |
| 無限∞REBIRTH                                     | RIDE 129 - RIDE 148 | DAIGO                       | DAIGO                       | 宅見将典   | DAIGO            | ビーイング             | RIDE 163では挿入歌として使用          |
| Break your spell                                 | RIDE 149 - RIDE 163 | YOFFY                       | YOFFY                       | 大石憲一郎 | サイキックラバー | 響ミュージック         | RIDE 162では挿入歌として使用          |
| カードファイト!! ヴァンガード レギオンメイト編   |                     |                             |                             |            |                  |                        |                                       |
| V-ROAD                                           | RIDE 164 - RIDE 179 | DAIGO                       | DAIGO                       | 宅見将典   | BUSHI★7          | 響ミュージック         |                                       |
| KNOCK ON YOUR GATE!                              | RIDE 180 - RIDE 196 | 前田たかひろ                | かねこちはる                | 安岡洋一郎 | 小野正利         | ブシロードミュージック |                                       |

### エンディングテーマ
| 曲名                                             | 使用話              | 作詞                  | 作曲              | 編曲              | 歌                                              | レーベル       | 備考                                                                |
| ------------------------------------------------ | ------------------- | --------------------- | ----------------- | ----------------- | ----------------------------------------------- | -------------- | ------------------------------------------------------------------- |
| カードファイト!! ヴァンガード                    |                     |                       |                   |                   |                                                 |                |                                                                     |
| ダイヤモンドスター☆                              | RIDE 1 - RIDE 15    | こだまさおり          | 関野元規          | 関野元規          | 麻生夏子                                        | ランティス     |                                                                     |
| Smash Up!!                                       | RIDE 16 - RIDE 25   | 宮﨑歩                | 宮﨑歩            | 宮﨑歩            | 椎名へきる                                      | ランティス     |                                                                     |
| DREAM SHOOTER                                    | RIDE 26 - RIDE 38   | こだまさおり          | 三浦誠司          | 高田暁            | Sea☆A                                           | ランティス     | 英語版ではRIDE 1 - RIDE 65まで使用                                  |
| Starting Again                                   | RIDE 39 - RIDE 52   | 佐咲紗花              | 山元祐介          | 山元祐介          | 佐咲紗花                                        | ランティス     |                                                                     |
| 泣き虫TREASURES                                  | RIDE 53 - RIDE 65   | こだまさおり          | 河田貴央          | 河田貴央          | ミルキィホームズ                                | ランティス     | 歌を担当するミルキィホームズは エンディングアニメに特別出演している |
| カードファイト!! ヴァンガード アジアサーキット編 |                     |                       |                   |                   |                                                 |                |                                                                     |
| 情熱イズム                                       | RIDE 66 - RIDE 78   | 末永茉己              | 島崎貴光          | 島崎貴光          | 凛                                              | ランティス     |                                                                     |
| Fighting Growing Diary                           | RIDE 79 - RIDE 91   | こだまさおり          | 山口朗彦          | 山口朗彦          | 麻生夏子                                        | ランティス     |                                                                     |
| エントリー！                                     | RIDE 92 - RIDE 104  | こだまさおり          | Team.ねこかん[猫] | Team.ねこかん[猫] | Sea☆A                                           | ランティス     |                                                                     |
| WAY TO VICTORY                                   | 英語版              | Geila Zilkha          | COZZi             | COZZi             | Sea☆A                                           | ランティス     |                                                                     |
| カードファイト!! ヴァンガード リンクジョーカー編 |                     |                       |                   |                   |                                                 |                |                                                                     |
| ENDLESS☆FIGHTER                                  | RIDE 105 - RIDE 119 | 中山真斗              | 上松範康          | 菊田大介          | ウルトラレア （南條愛乃、三森すずこ、寺川愛美） | 響ミュージック |                                                                     |
| ユメユメエキスプレス                             | RIDE 120 - RIDE 138 | 中山真斗              | 中山真斗          | 中山真斗          | ミルキィホームズ                                | 響ミュージック |                                                                     |
| Ride on fight!                                   | RIDE 139 - RIDE 150 | 小田倉奈知            | 太田雅友          | EFFY              | ミサキ（橘田いずみ）& コーリン（三森すずこ）    | 響ミュージック |                                                                     |
| Fly away -大空へ-                                | RIDE 151 - RIDE 163 | 巽明子                | 衣笠道雄          | 豆田将            | Suara                                           | 響ミュージック |                                                                     |
| カードファイト!! ヴァンガード レギオンメイト編   |                     |                       |                   |                   |                                                 |                |                                                                     |
| Get Up                                           | RIDE 164 - RIDE 179 | Amon Hayashi          | Mitsu.J           | Mitsu.J           | FAKY                                            | rhythm zone    |                                                                     |
| Get back yourself                                | RIDE 180 - RIDE 196 | YUMIKO 龍波しゅういち | YUMIKO            | 野村真生          | CERASUS                                         | rhythm zone    |                                                                     |

### 挿入歌
『ミラクルトリガー 〜きっと明日はウルトラレア！〜』
2011年版第1期RIDE18で使用。作詞はこだまさおり、作曲・編曲は山口朗彦、歌はウルトラレア（南條愛乃、三森すずこ、寺川愛美）、レーベルはランティス。

## 関連商品

### DVD（テレビアニメ）
発売はいずれもポニーキャニオン。各巻には初回特典として過去にトーナメントパックに収録されたPRカードが封入されている。『アジアサーキット編』第15巻には第1期から第2期までのOP&EDノンテロップ集を、『リンクジョーカー編』第1巻にはヴァンガ道（第2期）の出張版を、第15巻にはリンクジョーカー編のOP&EDノンテロップ集および番宣映像集を、『レギオンメイト編』では特典として『アイチのへや』を収録している。
| 巻数 | 発売日         | 収録話      | 規格品番   | 初回封入特典（PRカード）                                    |
| ---- | -------------- | ----------- | ---------- | ----------------------------------------------------------- |
| 1    | 2011年9月21日  | 第1 - 4話   | PCBX-51401 | みるびる、ドラゴンアーマード・ナイト                        |
| 2    | 2011年9月21日  | 第5 - 8話   | PCBX-51402 | ドラゴニック・エクスキューショナー、カップボウラー          |
| 3    | 2011年10月19日 | 第9 - 12話  | PCBX-51403 | ぎろ、ペタル・フェアリー                                    |
| 4    | 2011年11月16日 | 第13 - 16話 | PCBX-51404 | オムニサイエンス・マドンナ、スフィア・メイガス              |
| 5    | 2011年12月21日 | 第17 - 20話 | PCBX-51405 | ハイドッグブリーダー セイラン、ドラゴニック・ヴァニッシャー |
| 6    | 2012年1月18日  | 第21 - 24話 | PCBX-51406 | 不死竜 スカルドラゴン、キング・シーホース                   |
| 7    | 2012年2月15日  | 第25 - 28話 | PCBX-51407 | ホーリーディザスター・ドラゴン、ブルースケイル・ディアー    |
| 8    | 2012年3月21日  | 第29 - 32話 | PCBX-51408 | ナレッジ・ドランカー、パープル・トラピージスト              |
| 9    | 2012年4月18日  | 第33 - 36話 | PCBX-51409 | 砲撃竜 スレッジアンキロ、ジャイロスリンガー                 |
| 10   | 2012年5月16日  | 第37 - 40話 | PCBX-51410 | トリプル・ダーク・アーマー、陸戦支援型イニグシップ          |
| 11   | 2012年6月20日  | 第41 - 44話 | PCBX-51411 | ダークサイド・ペガサス、メガコロニー戦闘員B                 |
| 12   | 2012年7月18日  | 第45 - 48話 | PCBX-51412 | マジン・ゾルダート、ブラッディ・カーフ                      |
| 13   | 2012年8月15日  | 第49 - 52話 | PCBX-51413 | ライジング・フェニックス、レッド・マグマ                    |
| 14   | 2012年9月19日  | 第53 - 56話 | PCBX-51414 | ターボライザー、グリード・シェイド                          |
| 15   | 2012年10月17日 | 第57 - 60話 | PCBX-51415 | 剣帝 ドラゴニック・ヴァルブレイド、媚態のサキュバス         |
| 16   | 2012年10月17日 | 第61 - 65話 | PCBX-51416 | ライオンメイン・スタリオン、ブラックメイン・ウィッチ        |

| 巻数 | 発売日         | 収録話        | 規格品番   | 初回封入特典（PRカード）                             |
| ---- | -------------- | ------------- | ---------- | ---------------------------------------------------- |
| 1    | 2012年8月15日  | 第66 - 69話   | PCBX-51421 | ブライトランス・ドラグーン、軍旗の騎士 ロディーヌ    |
| 2    | 2012年9月19日  | 第70 - 73話   | PCBX-51422 | 宵月夜の陰陽師、ビーカー・ホルスタイン               |
| 3    | 2012年10月17日 | 第74 - 77話   | PCBX-51423 | 指揮官 ゲイリー・ギャノン、バトルシスター おむれっと |
| 4    | 2012年11月21日 | 第78 - 81話   | PCBX-51424 | ランブルガン・ドラゴン、サイクリング・アクター       |
| 5    | 2012年12月19日 | 第82 - 85話   | PCBX-51425 | スタンプ・ラッコ、戦場の歌姫 ネフェリィ              |
| 6    | 2013年1月16日  | 第86 - 89話   | PCBX-51426 | 突撃竜 サーキュラー・スピノ、電星合体 コスモグレート |
| 7    | 2013年2月20日  | 第90 - 93話   | PCBX-51427 | 薬剤の弾丸 エルミエル、魔竜戦鬼 ヴァスキ             |
| 8    | 2013年3月20日  | 第94 - 97話   | PCBX-51428 | 珊瑚の王女 テティス、ホーリーエッジ・ナイト          |
| 9    | 2013年4月17日  | 第98 - 101話  | PCBX-51429 | アース・ガンナー、ソフトタンク・スロース             |
| 10   | 2013年5月15日  | 第102 - 104話 | PCBX-51430 | 指揮官 ゲイリー・ギャノン、ブラスター・ブレード      |

| 巻数 | 発売日         | 収録話        | 規格品番   | 初回封入特典（PRカード）                                         |
| ---- | -------------- | ------------- | ---------- | ---------------------------------------------------------------- |
| 1    | 2013年6月19日  | 第105 - 108話 | PCBX-51481 | 抹消者 スパークホーン・ドラゴン、マシニング・アーマービートル    |
| 2    | 2013年7月17日  | 第109 - 112話 | PCBX-51482 | 大鷹の解放者 カドー、紅の魔女 ラディッシュ                       |
| 3    | 2013年8月21日  | 第113 - 116話 | PCBX-51483 | ドラゴンダンサー ストーミ、不死竜 マレフィックドラゴン           |
| 4    | 2013年9月18日  | 第117 - 120話 | PCBX-51484 | 忍妖 ガシャドクロ、強襲のスカイナイト                            |
| 5    | 2013年10月16日 | 第121 - 124話 | PCBX-51485 | バトルシスター きゃんでぃ、倦怠のサキュバス                      |
| 6    | 2013年11月20日 | 第125 - 128話 | PCBX-51486 | 星輝兵 ダークバンド・ドラゴン、涙滴の水将 カルロス               |
| 7    | 2013年12月18日 | 第129 - 132話 | PCBX-51487 | 呪槍の撃退者 ダーマッド、グラファイトキャノン・ドラゴン          |
| 8    | 2014年1月15日  | 第133 - 136話 | PCBX-51488 | 次元ロボ ダイバレット、テーピング・キャット                      |
| 9    | 2014年2月19日  | 第137 - 140話 | PCBX-51489 | 敢然の宝石騎士 ジュリア、千の名を持つ飛竜騎士                    |
| 10   | 2014年3月19日  | 第141 - 144話 | PCBX-51490 | ジェットライザー、パンジーの銃士 シルヴィア                      |
| 11   | 2014年4月16日  | 第145 - 148話 | PCBX-51491 | チアガール キャロル、エッグ・ジャグラー                          |
| 12   | 2014年5月21日  | 第149 - 152話 | PCBX-51492 | 忍獣 バンデットエイプ、メイデン・オブ・ビーナストラップ ミューズ |
| 13   | 2014年6月18日  | 第153 - 156話 | PCBX-51493 | シャドウブレイズ・ドラゴン、ドラゴンダンサー アラベラ            |
| 14   | 2014年7月16日  | 第157 - 160話 | PCBX-51494 | ワイルド・ヒッター、メイデン・オブ・ドリーミングアロマ           |
| 15   | 2014年8月20日  | 第161 - 163話 | PCBX-51495 | マキシマムライザー、Duo いいコト日記 シェリル                    |

| 巻数 | 発売日         | 収録話        | 規格品番   | 初回封入特典（PRカード）                                        |
| ---- | -------------- | ------------- | ---------- | --------------------------------------------------------------- |
| 1    | 2014年9月17日  | 第164 - 167話 | PCBX-51571 | 聖獣の探索者 クロード、喧嘩屋 スカイブロー・ドラゴン            |
| 2    | 2014年10月15日 | 第168 - 171話 | PCBX-51572 | 威風の解放者 ダーナー、黄昏の神器 ヘスペリス                    |
| 3    | 2014年11月19日 | 第172 - 175話 | PCBX-51573 | 星輝兵 モリオンスター・ドラゴン、煉獄竜 ヴァイシャス・ドラゴン  |
| 4    | 2014年12月17日 | 第176 - 179話 | PCBX-51574 | 誘致の魔女 アルドラ、古代竜 ジオコンダ                          |
| 5    | 2015年1月21日  | 第180 - 183話 | PCBX-51575 | 聖棍の探索者 オクタウィウス、ジェイドネイル・ドラゴン           |
| 6    | 2015年2月18日  | 第184 - 187話 | PCBX-51576 | 忍獣 トビヒコ、喧嘩屋 アースクラック・ドラゴン                  |
| 7    | 2015年3月18日  | 第188 - 191話 | PCBX-51577 | お天気お姉さん らむね、キング・サーペント                       |
| 8    | 2015年4月15日  | 第192 - 196話 | PCBX-51578 | サンクチュアリガード・ギャランティ、スチームファイター メスヘデ |

### CD
『カードファイト!! ヴァンガード キャラクターソングアルバム スタンドアップ！ザ・ソング!!』
2012年6月27日]発売。
『カードファイト!! ヴァンガード アジアサーキット編 キャラクターソング vol.1 先導アイチ「笑顔の未来」』
2012年10月10日発売。
『カードファイト!! ヴァンガード アジアサーキット編 キャラクターソング vol.2 櫂トシキ「前を向いて」』
2012年10月10日発売。
『カードファイト!! ヴァンガード アジアサーキット編 キャラクターソング vol.3 戸倉ミサキ「EMOTION BIND!」』
2012年10月24日発売。
『カードファイト!! ヴァンガード アジアサーキット編 キャラクターソング vol.4 葛木カムイ&先導エミ「最高のトリガー!!」「笑顔にエール」』
2012年10月24日発売。
『カードファイト!! ヴァンガード アジアサーキット編 キャラクターソング vol.5 三和タイシ「ウェルカム！」』
2012年11月21日発売。
『カードファイト!! ヴァンガード アジアサーキット編 キャラクターソング vol.6 雀ヶ森レン「終末へのprelude」』
2012年11月21日発売。
『カードファイト!! ヴァンガード ベストアルバム スタンドアップ!ザ・ベストソングス！』
2013年3月6日発売。
『カードファイト!! ヴァンガード キャラクターソングアルバム ソングス・オブ・宮地学園カードファイト部』
2013年6月5日発売。
『Fate Breaker』
2014年3月19日発売。
『maybe ファイナルターン』
2014年3月19日発売。
『We Ride Everyday!!』
2014年3月19日発売。

### 小説
児童書レーベルである角川つばさ文庫より発売。作者は番棚葵。
| タイトル                                                                    | 発売日             | ISBN                   | PRカード                  |
| --------------------------------------------------------------------------- | ------------------ | ---------------------- | ------------------------- |
| カードファイト!! ヴァンガード                                               | 2012年5月15日発売  | ISBN 978-4-04-631239-6 | ブラスター・ケロロ        |
| カードファイト!! ヴァンガード アジアサーキット編                            | 2012年10月15日発売 | ISBN 978-4-04-631269-3 | 灼熱の獅子 ケロロエイゼル |
| カードファイト!! ヴァンガード アジアサーキット編 戦え! 友情のタッグファイト | 2013年3月15日発売  | ISBN 978-4-04-631298-3 | 魁の戦乙女 ローレル       |

### その他
- ねんどろいどぷらす カードファイト!! ヴァンガード グレード01（2012年4月24日発売、全6種＋シークレット1種PRカードいずれか封入）
- タカラトミーアーツ カードファイト!! ヴァンガード チョコスナック（2012年6月11日発売、ショップ大会で参加賞として配布されていたカードファイトパックVol.1 - Vol.3に収録されたカードが封入）
- タカラトミーアーツ カードファイト!! ヴァンガード ライド・ザ・キーチェーン（2012年6月以降発売、全6種）
- メディアファクトリー カードファイト!! ヴァンガード ポス×ポスコレクション（2013年3月22日発売、全8種）
- ねんどろいど カードファイト!! ヴァンガード 先導アイチ ノンスケール ABS&PVC塗装済み可動フィギュア（2013年3月31日発売）

## 劇場アニメ
2014年9月13日より公開。アニメ版のタイトルは『劇場版 カードファイト!! ヴァンガード ネオンメサイア』、実写版のタイトルは『劇場版 カードファイト!! ヴァンガード 3つのゲーム』。キャッチコピーは「劇場版ヴァンガード始動！」「劇場で一緒にスタンドアップ！」。
2015年5月2日にDVD＆BD版（実写＆アニメの2本がセットになったコンプリート版および単品販売）が発売。このうちアニメ版は劇場公開時にカットされたシーンを追加した完全版（ディレクターズカット版）となっている。

### スタッフ (劇場版)
- 原作 - ブシロード、伊藤彰
- プロデューサー - 大河内卓哉、菊池貞和、黒田康太、二瓶隼人、和田慎之介、大矢明人
- 配給 - 松竹
- 製作 - ブシロード、ポニーキャニオン、松竹、創通、電通、テレビ東京、テレビ愛知
- アニメ版
  - 監督 - 板垣伸
  - 副監督 - 西片康人
  - 脚本 - 関島眞頼
  - キャラクターデザイン - 森本由布希
  - ユニットキャラクターデザイン - 田澤潮
  - 色彩設計 - 池田ひとみ
  - 美術監督 - 永井一男
  - 美術設定 - 桐山成代
  - CGディレクター - 石川真平
  - 撮影監督 - 奥村大輔
  - 編集 - 廣瀬清志
  - 音楽 - 森まもる
  - 音楽プロデューサー - Luhica Suzuki
  - 音楽制作 - Angel Note
  - 音響監督 - 岩浪美和
  - アニメーションプロデューサー - 里見哲朗、土田大亮
  - アニメーション制作 - LIDENFILMS
- 実写版
  - 監督 - 元木隆史
  - 脚本 - 蛮賀堂豊
  - 制作 - エースクルー・エンタテインメント
  - 制作プロダクション - OLM TEAM MIYAGAWA
  - 制作協力 - 楽映舎
  - 出演 - DAIGO、三森すずこ、椎名鯛造、未野卓磨、橘田いずみ、渡辺いっけい、高知東生、スギちゃん

### 主題歌（劇場版）
アニメ版
OPテーマ『V-ROAD(symfony ver.)』
作詞・作曲 - DAIGO /  編曲 - 都田和志・Yui(RYMK)/ 歌 - BUSHI★7
EDテーマ『ハーモニア』
作詞 - shilo / 作曲 - 遠藤直弥 / 編曲 - 中西亮輔 / 歌 - 三森すずこ
劇中歌『Bravely Frame』
作詞 - 松井洋平 / 作曲 - 村井大 / 歌 - ウルトラレア
実写版
『CHANGE!!』
作詞・作曲・歌 - DAIGO / 編曲 - SHINPEI